# Ligures
Les Ligures sont un peuple de l'Antiquité qui vivait au nord de la péninsule italienne, entre les fleuves du Var, de la Magra et du Pô.
Ils n'ont pas laissé de trace écrite et ne nous sont connus que par des patronymes et toponymes épars, et des rares descriptions qu'en donnent des textes grecs et romains. On ne sait pas s'ils étaient indo-européens car on ignore leur origine. Les chercheurs anciens et contemporains sont partagés quant à leur affiliation au monde gaulois ou celtique : les Ligures, comme bien d'autres peuples dont on ignore presque tout, font l'objet d'hypothèses. La plupart des chercheurs contemporains affirment qu'il est préférable, en l'absence de preuves concrètes, de ne pas les considérer comme gaulois ou celtiques.[réf. souhaitée]
On sait peu de choses sur l'ancienne langue des Ligures car même si de nombreuses traces d'écriture ont été découvertes, celles-ci ne permettent pas pour l'instant de l'étudier. Cet alphabet mystérieux se retrouve dans toute la Ligurie et date du VIe siècle av. J.-C. La plupart de ces gravures sont réalisées sur des stèles représentant des guerriers,.

## Ethnonymie
Les Ligures sont nommés Λιγυες Ligyes en grec et Ligures (issu de Liguses) en latin. Le mot Ligure est probablement d'origine grecque. Certains historiens comme Hérodote relièrent Lygies et Lydie, les Lydiens d'Asie mineure étant censés avoir débarqué en Étrurie. Hécatée de Milet les nomme Liguses ou Ligures au VIe siècle av. J.-C.. Camille Jullian, Pascal Arnaud et Dominique Garcia ont quant à eux suggéré que le mot était issu du grec lygies, soit « haut perché ». Ligures pourrait alors signifier « les braillards ». Une autre explication est que le terme viendrait de la façon dont ils situaient leurs villages au sommet de collines dominant une plaine environnante, il reste de nombreux « villages perchés » de ce type dans tout le sud-est de la France, comme : Bormes-les-Mimosas, associé à la tribu ligure des Bormanni, Cogolin, Ramatuelle. 
Par ailleurs, l'archéologue italien Nino Lamboglia a émis l'hypothèse, non réfutée à ce jour[Quand ?], de l'existence d'une racine indigène liga, signifiant « marais ».
D'après Plutarque, ils se nommaient eux-mêmes Ambrōnes tout comme un autre peuple originaire du nord de l'Europe auquel ils se sont confrontés au côté de Marius,. Cet ethnonyme serait lié à un mot signifiant « eau » et la racine amb signifierait « de part et d'autre » (d'une rivière ou de deux nations). Les Ambrons sont un peuple celte qui apparaît assez tôt dans la plaine du Pô. Ils fusionneront progressivement avec les populations ligures autochtones. C'est sans doute ce qui explique l'association entre les Ligures du nord de l'Italie et les Ambrons de la plaine du Pô. D'autres Ambrons celtes venus du centre de l'Europe avec les Cimbres et les Teutons figureront parmi les envahisseurs celtes et germains du Ier siècle av. J.-C. vaincus par Marius ; tandis que les Ambrons déjà installés dans le nord de l'Italie figuraient parmi les mercenaires celtes recrutés par Rome.
Roger Dion a fait l'hypothèse en 1959 que les auteurs grecs appelaient Ligures l'ensemble des peuplades moins civilisées de Méditerranée occidentale et que le terme ne désigne donc pas un peuple précis dans les écrits anciens.
Quoi qu'il en soit de toutes les théories le nom "ligure" a traversé les siècles et n'a jamais changé. L'origine de ce nom est actuellement inconnue et semble antérieure à l'arrivée des Romains, des Carthaginois ou des Grecs. Les Grecs et en particulier Strabon citent plusieurs fois les Ligures. Quand Hannibal est arrivé en Italie, les Ligures ont participé avec les Carthaginois aux batailles contre les Romains et ceux-ci sont appelés les Ligures. Les Romains les appelaient déjà ligures et les Grecs « λιγούρες » qui se traduit aussi par ligures. Dans aucun texte ancien il n'est fait mention d'un autre nom pour définir ce peuple.

## Géographie

### Zone géographique des ligures

Les langues de la péninsule italienne au IIIe siècle av. J.-C. En rose, les langues d'origine non indo-européenne.

La géographie de Strabon, du livre 2, chapitre 5, section 28 :

« Les Alpes sont habitées par de nombreuses nations, toutes celtiques à l'exception des Ligures, qui, bien que d'une race différente, leur ressemblent étroitement dans leur mode de vie. Ils (les Ligures) habitent cette partie des Alpes qui est à côté des Apennins, et aussi une partie des Apennins eux-mêmes. Cette dernière crête montagneuse traverse toute la longueur de l'Italie du nord au sud et se termine au détroit de Sicile. »

— Strabon (Ier siècle av. J.-C.).
Cette zone correspond à l'actuelle région de la Ligurie en Italie ainsi qu'à l'ancien comté de Nice que l'on pourrait comparer aujourd'hui aux Alpes Maritimes.
L'écrivain, naturaliste et philosophe romain Pline l'Ancien écrit dans son livre L'Histoire Naturelle (livre III chapitre 7) sur les Ligures et la Ligurie :

« Les plus célèbres des tribus ligures au-delà des Alpes sont les Salluvii, les Deciates et les Oxubii (...) La côte de la Ligurie s'étend sur 211 milles, entre les fleuves Var et Magra. »

— Pline l'Ancien (Ier siècle).
Tout comme Strabon, Pline l'Ancien situe la Ligurie entre les fleuves du Var et de la Magra. Il cite également les peuples ligures vivant de l'autre côté des rives du Var et des Alpes. Il écrit dans son livre L'Histoire Naturelle (livre III chapitre 6) :

« La Gaule est séparée de l'Italie par le fleuve Var, et par la chaîne des Alpes (...) Forum Julii Octavanorum, une colonie, qui est aussi appelée Pacensis et Classica, le fleuve Argenteus, qui le traverse, puis le district des Oxubii et celui des Ligauni (populations ligures), au-dessus desquels se trouvent les Suetris, les Quariats et les Adunicates (populations celtes). Sur la côte, nous avons Antipolis, ville de droit latin, le district des Deciates (population ligures), et la fleuve Var, qui vient du mont Cema, dans les Alpes. »

— Pline l'Ancien (Ier siècle).

## Origine ethnique
Leur origine géographique, avant leur arrivée dans les régions Provence et Ligurie actuelles, fait l'objet de nombreuses spéculations. Une partie des chercheurs les accredite d'une origine indo-européenne, les classant parmi les peuples celtiques voire pré-celtiques, que d'autres mettent en doute : 

### Thèse non indo-européenne
André Piganiol, dans son Essai sur les origines de Rome, estimait que les Ligures n'étaient pas d'origine indo-européenne. Il ajoute que les Ligures étaient en conflit avec les tribus de la Gaule celtique « La guerre entre les Ligures et les Celtes a duré jusqu'à la pleine lumière de l'histoire. ». Camille Jullian, lui, s'oppose aux idées de Piganiol.

### Thèse indo-européenne
Un fragment d'un texte des Catalogues d'Hésiode (VIIIe siècle av. J.-C.), cité par Strabon, cite les Ligures parmi les trois grands peuples barbares, aux côtés des Éthiopiens et des Scythes, alors que quelques siècles plus tard Éphore de Cumes remplacera les Ligures par les Celtes aux côtés des Scythes, des Éthiopiens et des Indiens. L'interprétation la plus fréquente de ce texte est que les Ligures dominaient alors l'extrémité occidentale du monde connu des Grecs. Ce fragment a été considéré comme valable par Henri d'Arbois de Jubainville, Camille Jullian ou plus récemment par Guy Barruol, Giovanni Colonna ou Filippo Maria Gambari. Cependant, il est aujourd'hui souvent considéré comme non authentique, à la suite de la découverte d'un papyrus égyptien du IIIe siècle citant les Libyens à la place des Ligures. On considère parfois aussi que c'est le papyrus qui contient une erreur de transcription.
Ainsi, Camille Jullian considère, d'après ses recherches, les Ligures comme un peuple indo-européen, celtique (au sens large du terme), non gaulois (Gaule celtique) du fait de la proximité des termes (peuples, oppidas), de la façon de vivre et de l'opposition politique. Concernant le caractère celtique des Ligures de Provence, il précise que « l'état de guerre, il y eut aussi l'état de paix : les habitants de la Provence étaient dits un mélange de Celtes et de Ligures, des Celto-Ligures. Et dès que la paix romaine survint, aucun contraste de langue ou de mœurs n'empêcha les Ligures de prendre les mœurs des Celtes ».
En 1866, Amédée Thierry fait l'hypothèse que les Ligures sont venus d'Espagne au XVIe ou au XVIIe siècle av. J.-C., d'où ils auraient été chassés par des Gaulois,. Dès 1940, Albert Grenier considérait les Ligures comme une population très proche des Celtes. Frédéric Mistral  en se basant sur les travaux de son époque, dont ceux d'Amédée Thierry, écrit que « les Ligures, Liguriens, ancien peuple qui, chassé de l'Espagne par les Celtes vers 1500 av. J.-C., s'établit en Provence et dans la Gaule cisalpine ». Il écrit aussi :
« D'après Eschyle, Jupiter envoya à Hercule une planète en petits cailloux (La Crau), pour l'aider à combattre Alb et Ligur. D'après Henri Martin, Ligour viendrait du celte lli gor, peuple de la montagne ». Il ajoute également « Au VIe siècle av. J.-C., le littoral du Midi des Gaules était habité par la race ligurienne : les Ibéro-Ligures tenaient la côte des Pyrénées au Rhône, les Celto-Ligures du Rhône aux Alpes, et les Ligures proprement dits, des Alpes à l'Arno ». Il définit ainsi le mot Liguria « Ligurie, pays des Ligures, qui, d'après Plutarque, s'étendait jusqu'au littoral du Languedoc ».
Dans son livre Histoire de la Provence : des origines à la révolution française, Raoul Busquet cite deux auteurs qui déterminent l'origine des Ligures. Il cite d'abord Avienus qui fixe, dans son œuvre l'Ora Maritima, leur origine dans le Jutland ou dans les territoires environnants. Il précise que d'autres auteurs comme Karl Viktor Müllenhoff, Henri d'Arbois de Jubainville, ou André Berthelot ont appuyé cette hypothèse à l'aide de ce que Busquet qualifie d'éléments folkloriques identifié en Italie du Nord, dans l'Eridan (Plaine du Pô). Puis il donne les témoignages de Plutarque qui apparentait les Ligures aux ambrons. Mais Busquet conclut en relativisant la véracité de ces origines « Elle a paru se complaire à l'extraction nordique des Ligures, à laquelle cependant s'opposent invinciblement les descriptions physiques et tout ce que nous ont transmis les auteurs grecs voisins du début de notre ère »
Dominique Garcia défend la thèse que les Ligures seraient des populations celtes « C’est donc probablement à partir de la deuxième moitié du VIIe siècle av. J.-C., lorsque les explorateurs commerçants grecs abordent les côtes du golfe du Lion, que les populations de la Méditerranée nord occidentale seront qualifiées de Ligures tandis que l’espace abordé sera nommé la Celtique. Ce dernier terme sera étendu, petit à petit, à une très grande partie de l’Europe centrale et occidentale. ». Il qualifie d'ailleurs cet espace de « celtique périphérique » et de « Gaule méditerranéenne ».
Pour Maria Gabriella Angeli Bertinelli et Angela Donati, de l'université de Gênes, « les Ligures sont donc des Celtes de communautés différentes, une identité n'annule pas forcément l'autre. (I Liguri sono dunque dei Celti di diverse comunità, un'identità non cancella necessariamente l'altra.) ».

## Géographie

### Espace général des Ligures
D'après des fragments cités par Étienne de Byzance, Hécatée de Milet dans son Europe présentait à la fin du VIe siècle av. J.-C. Marseille comme une ville de Ligystique et les Élisyques comme une tribu ligure.
Le Périple du Pseudo-Scylax (écrit entre la fin du VIe et le IVe siècle av. J.-C.) donne les indications suivantes : « 3. Ligures et Ibères. Après les Ibères, habitent les Ligures et les Ibères mêlés jusqu’au Rhône. La navigation le long des Ligures depuis Emporion jusqu’au Rhône est de deux jours et une nuit. 4. Ligures. Au-delà du Rhône suivent les Ligures jusqu’à Antion. Dans cette région se trouve la ville grecque de Massalia avec son port. »
Le Pseudo-Scymnos, basé sur des sources du IVe siècle av. J.-C., décrit la Ligurie comme une région côtière entre Emporion et la zone de peuplement des Tyrrhènes. Il affirme aussi que les Celtes sont le plus grand peuple d'Occident.
Dans Phèdre, Platon mentionne ce peuple : " Venez, vous, Muses à la voix légère, que vous deviez ce surnom à la nature de votre chant ou bien au peuple musicien des Ligures."
Aristote (IVe siècle av. J.-C.) situe toujours dans ses Météorologiques la perte du Rhône, près de Bellegarde-sur-Valserine, en Ligurie. Selon Hérodote, les Ligures bordaient la Méditerranée occidentale.
Pline l'Ancien (Ier siècle) les décrit ainsi : « au-delà des Alpes [c'est-à-dire du côté français], les Salluviens, les Déciates, les Oxubiens ; en deçà des Alpes [côté italien], les Vénènes, les Vagiennes descendants des Caturiges ; les Statyelles, les Vibelles, les Magelles, les Euburiates, les Casmonates, les Véliates, et ceux dont nous nommerons toutes les villes en parlant du rivage suivant ; le fleuve Rutuba ; la ville Albium Intémelium, le fleuve Mérula ; la ville Albium Ingaunum ; le port Vadum Sabatium ; le fleuve Porcifera, Gênes ; le fleuve Feritor, le port du Dauphin ; Tigullia ; dans l'intérieur : Segestia des Tigullins ; le fleuve Magra, limite de la Ligurie ; [...]». Parmi ces peuples, certains comme les Voconces (région de Vaison-la-Romaine) sont gaulois. Le nom des Caturiges (région de Chorges, près de Gap) est clairement de langue celtique (catu-rix = "rois du combat"). Il est donc difficile d'affecter tel ou tel peuple au groupe ligure.
La géographie de Strabon, issu du livre 2, chapitre 5, section 28 :

« Les Alpes sont habitées par de nombreuses nations, toutes celtiques à l'exception des Ligures, qui, bien que d'une race différente, leur ressemblent étroitement dans leur mode de vie. Ils [les Ligures] habitent cette partie des Alpes qui est à côté des Apennins, et aussi une partie des Apennins eux-mêmes. Cette dernière crête montagneuse traverse toute la longueur de l'Italie du nord au sud et se termine au détroit de Sicile. »

— Strabon (Ier siècle av. J.-C.).
Sénèque (Ier siècle) et Solin mentionnent que les habitants de la Corse sont ligures.
Eudoxe de Rhodes, Philon de Byblos (Ier siècle) et Étienne de Byzance (VIe siècle) situent la colonie grecque d'Agde en Ligurie.
Avienus, dans sa traduction en latin d'un vieux récit de voyage, probablement marseillais, qu'on peut dater de la fin du VIe siècle av. J.-C., indique que les Ligures se seraient jadis étendus jusqu'à la mer du Nord, avant d'être repoussés (ou dominés et assimilés) par les Celtes jusqu'aux Alpes. Avienus situe également Agde à la limite du territoire de Ligures et de celui des Ibères.
Les Ligures sont localisés par les auteurs latins dans les Alpes maritimes et la région de la Ligurie en Italie, qui autrefois ne formait qu'une seule entité, la Ligurie antique. Ils attestent également qu'ils auraient jadis occupé un territoire beaucoup plus grand : en Italie (Piémont, Lombardie, Toscane, et jusqu'en Sicile sous le nom de Sicules), vers l'ouest (dans le Languedoc, le Massif central, voire dans la péninsule Ibérique).
L'historien romain Florus décrit ainsi le peuple que combattent les Romains lors de la guerre des Ligures (239-173 av. J.-C.) : « Les Ligures, retranchés au fond des Alpes, entre le Var et la Magra ... ».

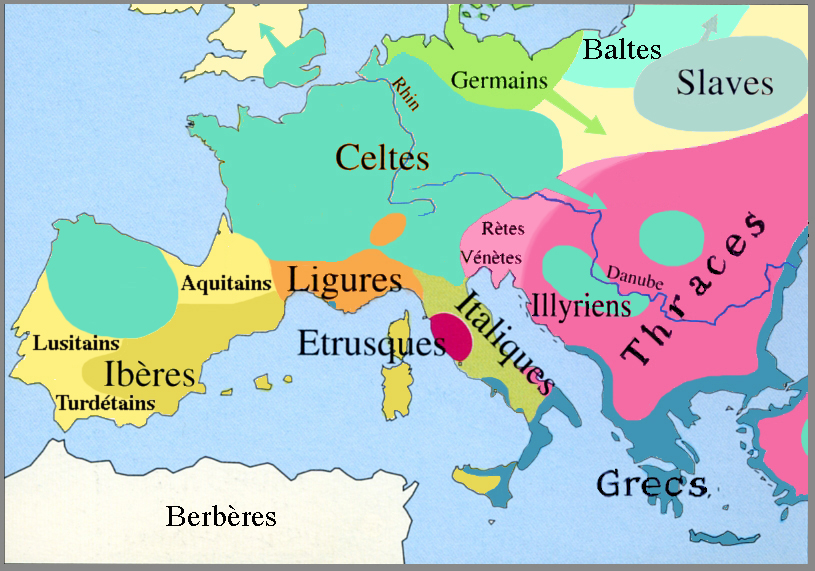
En orange, localisation hypothétique des Ligures au IIIe siècle av. J.-C. D'autres hypothèses l'estimaient plus vaste au néolithique.
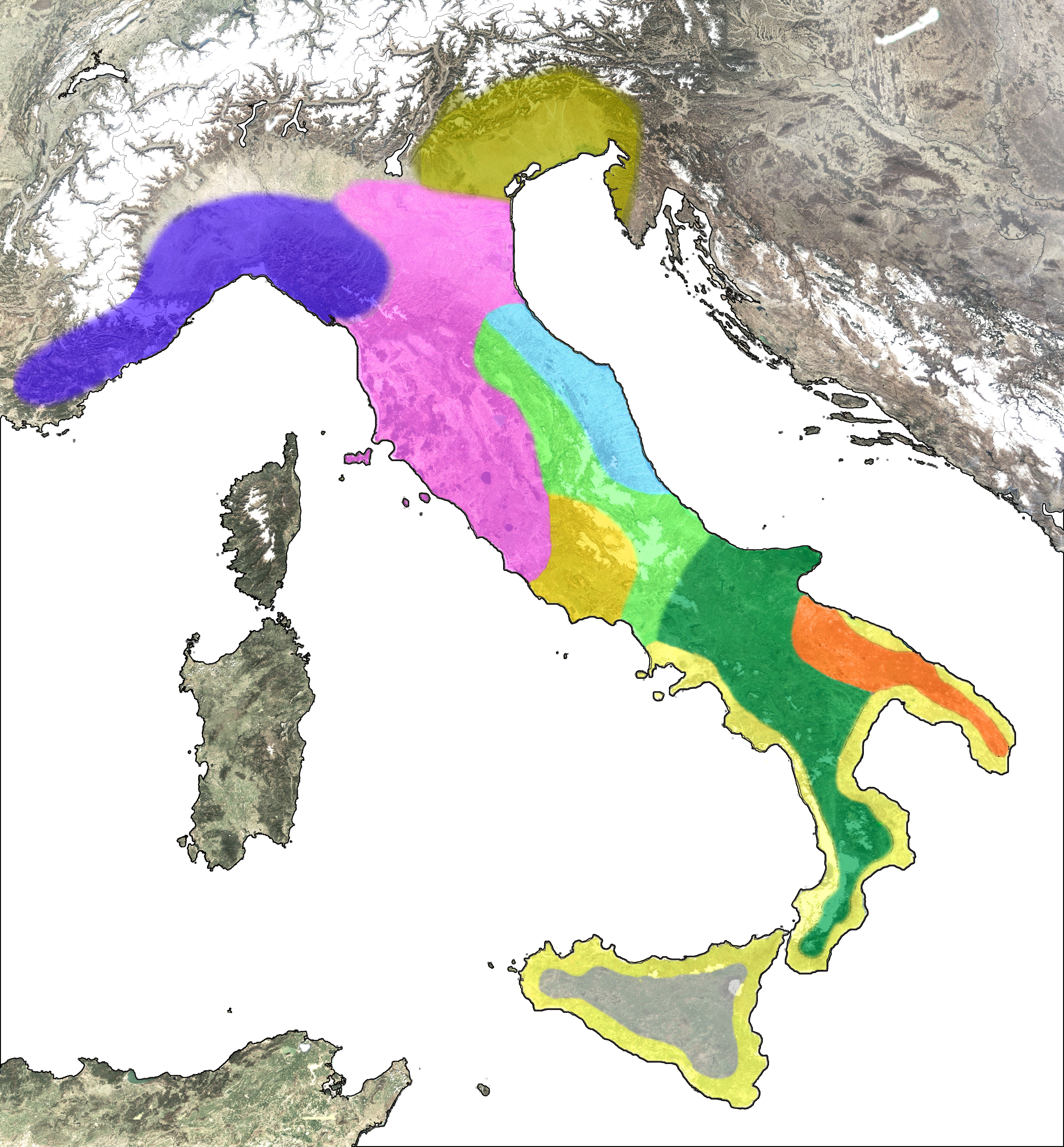
Les peuples dans la péninsule italienne au début de l'âge du fer : les Ligures sont en bleu foncé.
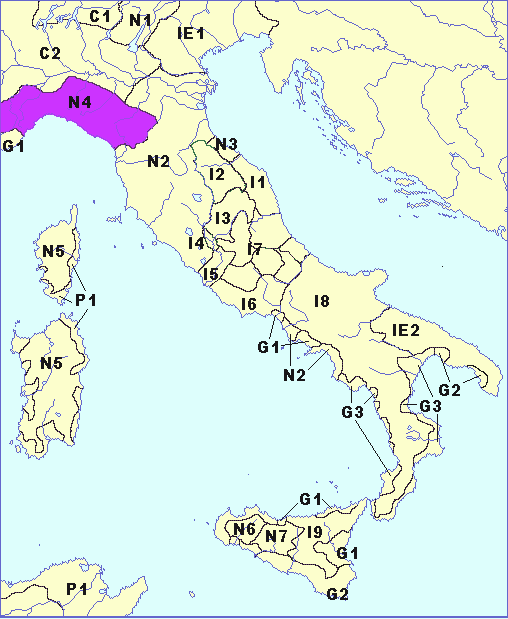
La zone N4 correspond à la zone linguistique ligure dans la péninsule italienne.
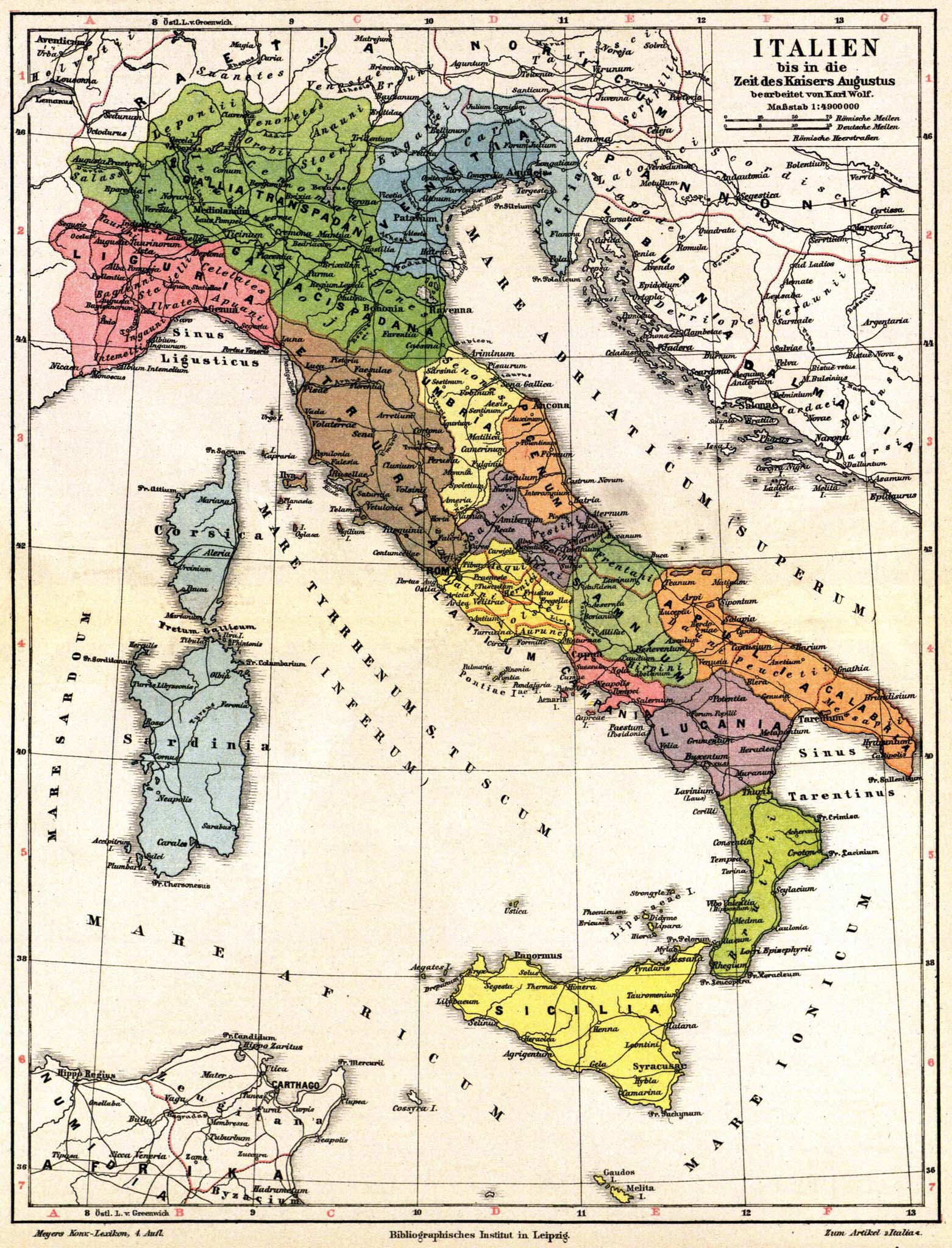
La Ligurie romaine, comprise entre les fleuves du Var à l'Ouest, du Pô au Nord, et de la Magra à l'Est.

Les auteurs modernes et contemporains, en s'intéressant aux peuples de l'Antiquité, ont cherché à déterminer leurs origines et ce qu'ils étaient. Pour ce faire, ils se basaient principalement sur les récits des anciens et sur leurs études toponymiques. Dès lors, il exista deux grands courants de pensée :
L'hypothèse d'une expansion pan-européenne
- Pour Bernard Sergent, dans son ouvrage Les Indo-Européens paru en 1995, les indications données par les auteurs antiques quant à l'extension des Ligures dans certaines régions de France (Languedoc), d'Italie (Toscane, Lombardie, Latium) d'Espagne et du Portugal semblent confirmées par l'étude de l'onomastique de ces régions. De même, l'onomastique de la Sicile, de la vallée du Rhône, de la Corse et d'une partie de la Sardaigne inciterait à supposer une présence ligure[25].

- Certains estiment que les Ligures constituent un peuple indigène de la Gaule méridionale, auquel sont venus successivement se mêler les Ibères et les Celtes. Toutefois, comme on l'a déjà souligné, la langue ligure semble d'origine indo-européenne.[réf. nécessaire]

- Camille Jullian soutient la thèse d'une très large extension ligure (Gaule, Espagne, Italie, îles Britanniques) et, tout comme Henri Hubert, d'une invasion ibère de l'ouest du territoire ligure[13].

L'hypothèse d'une expansion multi-régionale
- Raoul Busquet explique[26] que l'aire d'expansion des Ligures s'étendait « sur la Germanie occidentale, la Gaule, la Grande Bretagne et l'Irlande, l'Espagne, l'Italie avec la Corse. » d'après les travaux de Dominique-François-Louis Roget, d'Henri d'Arbois de Jubainville et de Camille Jullian. Mais Busquet critique cette hypothèse par l'absence de preuve claire et dit qu'il n'y a plus guère de défenseurs de cette théorie. Pour lui, le peu d'informations que l'on possède d'eux et les sources toponomastiques confirment « qu'au XIe siècle avant notre ère ils occupaient l'Italie du Nord depuis l'Apennin toscan d'où les Étrusques à la fin du siècle et au Xe les refoulèrent et où ils subjuguèrent, en partie, sur place ; en outre les Alpes occidentales, tout le pays entre Rhône et Alpes et, au delà du Rhône, le Languedoc oriental, d'où les Ibères les repoussèrent jusqu'au fleuve depuis l'Aude, et peut-être plus loin. Mais leur territoire devait être encore diversement et entamé et diminué par les Celtes ». En citant les Celtes, Raoul Busquet témoigne que « les spécialistes des questions celtiques admettent aujourd'hui environ un millier d'années avant notre ère (peut-être même un peu plus tôt) ; - invasion, il est vrai, d'assez faible densité et qui n'aurait pas conservé à beaucoup près tout le territoire sur lequel elle s'était répandue. D'autres vagues devaient suivre. À partir du milieu du Ve siècle se produisit une invasion beaucoup plus dense qui fit définitivement de la Gaule un pays celtique, et, au sud-est, s'acheva, vers 400, au cours de la Durance. Mais nous verrons, à propos de la fondation de Massalia, qu'avant le Ve siècle les Celtes avaient sûrement déjà franchi le cours inférieur du Rhône et qu'ils avaient dès lors pénétré jusqu'à la côte de Marseille, sans toutefois s'y installer en établissement compacts. De ce côté, ils devaient revenir. ».

Mais l'apparition et le développement des fouilles archéologiques va permettre de déterrer des vestiges et ainsi accepter ou non par les chercheurs certaines théories et en faire émerger de nouvelles.
Jusqu'à la seconde moitié du XXe siècle, les Ligures furent présentés comme des tribus primitives, colonisés par les Grecs à partir du VIIe siècle av. J.-C., puis par les Celtes à partir du IVe siècle av. J.-C., bien que la colonisation celte ne soit attestée ni par les sources antiques, ni par l'archéologie. Dans les années 1970, la réalité de ces invasions celtes sera remise en cause, notamment par Michel Py, puis dans les années 1980 et 1990, c'est la notion d'acculturation par les Grecs qui sera contestée. En 1999, Danièle et Yves Roman défendent le principes d'incursions celtes en Gaule méridionale au moins dès le VIe siècle av. J.-C. et considèrent les Ligures comme un peuple autochtone dans leur ouvrage Histoire de la Gaule.
L'extension a eu lieu avant celle des peuples celtiques et italiques. Les Ligures ont au VIIe siècle av. J.-C. été débordés à l'ouest par les Ibères, qui les rejetèrent à l'est de l'Hérault, puis du Rhône, mais aujourd'hui cette expansion est plutôt vue comme la conséquence d'un développement commercial que d'une invasion guerrière. Le développement de la colonie de Massalia a également fait reculer la culture ligure. Ensuite, ils durent également reculer devant les Celtes. En Italie, ils furent repoussés à la fois par les Celtes et par les Étrusques. Ils ont finalement été intégrés à l'Empire romain sous Auguste.
Raoul Busquet précise qu'en Provence, les Ligures font figures d'autochtones « On ne constate dans le passé lointain de ce pays, sur le sol occupé au début du VIe siècle par les Ligures, aucun indice d'un migration de peuple, d'un bouleversement démographique, d'un changement soudain des mœurs et des traces que celles-ci laissent dans l'habitat préhistorique et protohistorique. Force est donc d'admettre, en dépit des thèses et hypothèses auxquelles nous avons fait ci-dessus allusion, que ces Ligures étaient les descendants, en même temps que les successeurs, des populations existant dans la même région aux temps néolithiques. ».
Il apparaît de fait que jusqu'à la fin du XXe siècle, a eu tendance à être "extrapolé" le terme de Ligures à une population 1/ antérieure aux Celtes proprement dits, de l'Âge du Fer, 2/ sensiblement sur la même aire : France, Suisse, Italie du Nord... ; qui correspond en réalité, en terminologie archéologique stricte, à la population liée autour de -2000 à la céramique campaniforme ; tandis que le "profil" civilisationnel celte proprement dit est celui qui se diffuse à partir de Hallstatt, après -1000, associé à la métallurgie du fer. Le phénomène campaniforme étant apparu dans la Péninsule ibérique, et s'étant diffusé à partir de là, les auteurs précités avaient donc partiellement raison même si cette diffusion est surtout intervenue un millénaire plus tôt (vers -2500) que les -1500 généralement évoqués. En revanche, nous savons aujourd'hui que le phénomène fut d'abord et avant tout culturel et commercial, et non par migration, génétiquement détectable du moins ; en tout cas jusqu'à ce que cette céramique soit appropriée par des populations proto-indo-européennes des abords des Alpes qui en ont "accéléré" la diffusion (vers les îles Britanniques notamment). Des études plus récentes pourraient tendre toutefois vers un caractère plus démique de la diffusion depuis la Péninsule : "Pour Oğuzhan Parasayan et al., l'analyse intégrée des données génomiques révèle que, d'une part, des populations « campaniformes maritimes » (MBB) et des utilisateurs de tombes collectives du sud-ouest de l’Europe se déplaçant vers le nord, de l'autre, les porteurs d’ascendance steppique utilisant des gobelets All-Over-Ornamented AOO/AOC du nord-ouest avec des rituels d’enterrement à tombe unique se déplaçant vers le sud se sont rencontrés dans le nord de la France. Ils émettent l’hypothèse que la culture campaniforme est née d’une synthèse d’éléments culturels issus de la rencontre en France de ces deux populations. Ce mélange aurait conduit à un groupe mixte". Un tel phénomène de "fusion"-"intégration" entre une culture ou civilisation établie (ici, le mégalithisme de l'ouest européen), et des "barbares" s'y diffusant plus ou moins progressivement (ici, les éléments venus de la steppe et déjà solidement établis en Europe centrale), ne serait pas unique et s'est déjà produit beaucoup plus près de nous dans l'histoire : tout simplement, au Haut Moyen Âge.
Si la langue des Celtes nous est connue car 1/ certaines variantes existent encore, 2/ ils ont parfois écrit, et 3/ leurs contemporains grecs ou romains ont pu la documenter ; nous n'avons rien de tel pour nous prononcer sur l'indo-européanité des "Ligures" campaniformes sur le plan linguistique. L'archéo-génétique nous permet aujourd'hui d'attester une indo-européanisation massive au plan génétique (ascendance "steppe", haplogroupe R1b) mais le lien avec une évolution linguistique n'est pas automatique, comme le montre le cas des Basques, à 80% des hommes R1b, mais de langue pré-indo-européenne (tandis que les Sardes se caractérisent par une prédominance absolue de la génétique néolithique européenne, mais leur langue a été latinisée sous l'Empire romain).
En 1927, Joseph Déchelette constate que les tumulus ligures de la vallée du Rhône sont identiques à ceux érigés par les Celtes.
« La reprise de l’étude des sources, tant archéologiques que textuelles, a montré qu’à la fin de l’âge du Fer, l’oppidum d’Entremont, traditionnellement considéré comme leur capitale, était placé à l’interface entre deux sortes de populations distinguées par Strabon, à l’est des “Ligures”, à l’ouest des “Celto-Ligures” [19] [44], ce que semble conforter la répartition des inscriptions gallo-grecques. Mais l’organisation même d’un si vaste territoire, où les géographes et les historiens antiques placent un multitude de petits peuples [16], n’apparaît pas avec clarté, et l’énumération des caractères communs à ceux-ci, du point de vue de l’archéologie [45], n’apporte rien à l’affaire dans la mesure où ces caractères sont aussi communs à la plupart des habitants de Gaule méditerranéenne.»
En 1955, Jean Jannoray publie une analyse des fouilles du site d'Ensérune dans laquelle il souligne la continuité du peuplement des sites archéologiques de la Gaule méditerranéenne et il signale l'impuissance des archéologues à identifier les apports proprement ligures parmi les vestiges archéologiques,.
À la fin du XXe siècle, l'archéologie a mis en évidence l'ibérisation progressive du Roussillon et du Languedoc entre le VIIe et le Ve siècle av. J.-C., à la suite du développement des échanges commerciaux avec le monde phénicien.
Selon un ouvrage de l'archéologue Giovanni Ugas paru en 2006, il est probable que les Corses (ou en tout cas une partie d'entre eux) appartiennent à la famille des peuples ligures qui peuplaient pendant les périodes préhistoriques et protohistorique une grande partie de l'Italie septentrionale et de la France méridionale.
En 2009, Patrick Thollard, en se basant sur les propos d'Avienus dans son Ora maritima, la frontière entre les peuples ligures et les peuples ibères se trouve « entre l’Hérault et l’étang de Thau, avec la limite entre Arécomiques et Tectosages ».

### Les peuples «Ligures» et leur répartition
Il existe trois acceptions concernant les compositions des peuples Ligures :
- les extraits des grecques et des romains de l'Antiquité (avec plus ou moins de fiabilité et dont les connaissances ont évolué avec le temps) ;
- l'interprétation des historiens modernes se basant sur les récits des anciens (voire à les mélanger pour combler leurs lacunes, quitte à confondre des siècles d'évolution), étendue à leurs hypothèses personnelles jamais prouvées (invasion de celtes, origine non indo-européenne, etc.) ;
- l'interprétation des historiens contemporains se basant sur leurs prédécesseurs, sur les fouilles archéologiques et sur leurs hypothèses personnelles (renforcement des hypothèses comme quoi les ligures comme appartenant à la civilisation celtique).

#### En Provence
La Provence comprend une multitude de peuples et tribus que les grecs appellent d'abord Ligyens et que les romains appelleront Ligures. Cette appellation générale évoluera plus tard sous le nom de « Celto-ligures » qui peut signifier à l'époque, selon les chercheurs modernes, « Les Ligures de la Celtique », remplaçant ainsi l'ancienne acception, de moins en moins défendue, de mélange entre Celtes et Ligures,.
Pour Strabon, les « Celto-ligures » et les « Ligures » ont de légères différences, ce que n'énuméraient pas les auteurs grecs avant lui : « Cette montagne [les Alpes] abrite de nombreux peuples celtiques, à l’exception des Ligyens : ceux-ci, sont d’une souche différente, mais ont un genre de vie très voisin (II, 5, 28). ». Le mot « souche » traduit par Patrick Thollard, renvoi généralement aux mots « peuple » et « race », préférés par les auteurs du  XIXe siècle av. J.-C. Comme l'explique l'auteur, ce mot peut aussi se traduire par « souche », « branche », « rameau » ou « famille de peuples ». 

Il précise qu'il faut faire attention à sa signification : « En fait, la conception grecque de l’identité ethnique échappe en grande partie aux critères par lesquels nous l’envisageons aujourd’hui comme le montrent les études récentes sur le vocabulaire ethnique. Elle semble toujours floue ou arbitraire (Arnaud à paraître). Et c’est bien là la difficulté majeure dans notre appréciation des différences ou des similitudes qui sont évoquées dans les textes antiques. Or, cette appréciation est au cœur de la question du peuplement de la Gaule et des Celtes. ». 

Il rajoute aussi : « L’identité ethnique des Celto-ligures (comme on a vu plus haut pour celle des Ligyens) est une « invention » récente mais sans réalité dans l’Antiquité. Leur émergence répond à deux préoccupations modernes bien différentes : d’une part, combler le flou dans lequel nous laissent les auteurs antiques concernant l’origine ethnique de tel ou tel peuple et, d’autre part, justifier les revendications identitaires nationales ou régionales de naguère… ou d’aujourd’hui. ».
Ainsi, les Ligures, ou Celto-ligures, présents en Provence sont généralement localisés entre les Alpes et le Rhône. L'emplacement de ces peuples étaient souvent mal connu, ce qui valu des appellations confondues et des emplacements parfois erronés.
« Il y a peu de provinces dans l'Europe qui ayent soufert d'aussi grands changements que la Provence. Après été long-tems gouvernée par des Rois, elle fut subjuguée par les Romains. Ce fût la première conquête qu'ils firent dans les Gaules. Elle s'appeloit pour lors le Pays des Saliens, & elle faisoit partie de l'ancien Royaume de Ligurie, les Romains l'ayant soumise à leur domination, non seulement ils en abolirent les Coutumes ; mais encore ils en changèrent le nom, & ils lui en donnèrent un qui marquoit sont excellence lors qu'ils lui donnèrent simplement celui de PROVINCE. »

### Les récits anciens
Les scientifiques de l'antiquité, souvent grecs et romains, vont progressivement décrire les Ligures. 

Les récits de leurs observations sont parfois biaisés soit parce qu'ils ne se sont pas suffisamment mêlés aux habitants pour clairement les identifier, soit parce que les Ligures, pour ces auteurs, ont fait l'objet de stéréotypes ou d'exagérations personnelles. 

De plus, les récits de certains auteurs sont séparés de plusieurs siècles et entre-temps les choses ont pu évoluer comme les territoires, la linguistique, la culture, l'architecture et d'autres thématiques amenant souvent à des brouillages, pour les hauteurs modernes et contemporains dans la compréhension des Ligures.
Hécatée de Milet (550 av. J-C à  480 av. J.-C.)
Selon Michel Blats, « Pour Hécatée (vers 500 av. J.-C.), outre Monoikos, Massalia se situe « en Ligystique au-dessous de la Celtique » et les Ligyens s’étendent au moins jusqu’à la basse vallée de l’Aude occupée par le peuple des Élisyques, regroupés aux abords de l’étang Helice (étang de Bages et Sigean) et du fleuve Atax (l’Aude) dans un royaume ayant pour capitale Naro ; Hécatée qualifiait l’étang et le fleuve de Narbaioi. On ignore l’emplacement d’Ampelos également qualifié de πόλις τῆς Λιγυστικῆς. La définition par Hécatée des Elisyques comme peuple ligyen contredit l’affirmation de Strabon (III, 4,19) – « les premiers auteurs appellent Ibérie tout le pays situé au-delà du Rhône et de l’isthme entre les golfes gaulois » –, éventuelle simplification d’une information plus complexe rapportée par le Pseudo-Scylax dont une partie de l’œuvre pourrait remonter au VIe s. ».
Polybe (199 av. J-C à  133 av. J.-C.)
Il incluait à Ouest, les Oxybiens et les Déciates et fixé la limite Est près de Pise : « Le territoire des Ligures s'étend du côté de la mer, jusqu'à Pise, la première ville étrusque à l'Ouest, et vers l'intérieur jusqu'à Arretium ».
Strabon (60 av. J-C à  20 ap. J.-C.) : 
Pour Michel Bats : «De même, Strabon livre à la fois une définition géographique et ethnique des Salyens. L’espace géographique comprend le littoral et les Alpes en arrière du littoral, d’au-delà de Massalia jusqu’au territoire d’Antibes, et vers l’intérieur « les plaines et les montagnes » entre Massalia, le Rhône, la Durance, le Lubéron et les Alpes. La définition ethnique précise les peuples qui les bordent, en dehors du littoral où ils sont mêlés aux Grecs :
- vers l’Est, les Ligyens ;
- au delà de la Durance, d’Avignon à Cavaillon, les Cavares ;
- vers le Nord, les Albiens, les Albièques et les Voconces ;
- à l’Ouest, sur la rive opposée du Rhône, les Volques. »[42]

Pour Patrick Thollard, qui reprend les études de Strabon :
- les Ligyens sont localisés entre le Rhône et le Var (fleuve) (selon les auteurs anciens d'après Strabon) ;
- les Celto-Ligyens sont entre Arles et le massif de la Sainte-Baume et les Ligyens entre Brignoles, le massif des Maures et le Var (fleuve) (selon les auteurs plus récents pour Strabon) ;
- les Salyens sont entre Arles et Antibes et les Ligyens à partir d'Antibes (au temps de Strabon).

Pline l'ancien (23 à 79 apr. J.-C.)
Selon Patrick Thollard, qui reprend les études de Pline, les ligures commencent à partir du Golfe de Saint-Tropez en allant vers l'Italie.
Les Salyens, sous l'appellation de Salluvii sont localisées dans la région Aixoise.
Thollard émet un doute si les Salui (localisé dans le golfe de Saint-Tropez) ne sont pas en réalité les Salluvii.
Claude Ptolémée (100 à 168 apr. J.-C.)
Selon Patrick Thollard, qui reprend les études de Ptolémée, la Ligystique commence au nord de Nikaia (Nice) dans les montagnes.
Les Salyens, sont localisés entre Arles, Saint-Rémy-de-Provence et la région d'Aix.

#### L'interprétation des récits anciens avant l'archéologie
Les lettrés, les historiens ou encore les linguistes seront nombreux à essayer d'identifier avec précision les composantes de l'espace des Ligures. 

Pour ce faire, ils se basaient essentiellement sur les récits des anciens grecs et romains, ainsi que de l'étude des noms de lieux. Ils ne pouvaient pas posséder à l'époque des recherches archéologiques. 

Dès lors, selon Patrick Thollard, ils pouvaient être amenés à répéter des erreurs commis par les anciens en citant notamment Pline et Ptolémée. Ce dernier, selon Thollard, est le plus précis mais il aurait mélangé à la fois les noms de peuples ou de localités.
Selon Christophe de Villeneuve-Bargemon, il existait dans les Bouches-du-Rhône huit nations celto-ligures qui sont les suivantes :
| Peuple dominant | Territoire | Ville                        | Ethnie | Résumé |
| --------------- | ---------- | ---------------------------- | ------ | --- |
| Salyes          |            | Salon-de-Provence (capitale) |        | délimité à l'Est au Canal de Craponne, au Nord par la Durance, à l'Ouest par les Alpines (Alpilles) et la lisière de la Crau. Un peuple des Salyens, les Salvii, était aussi présent à l'Ouest de ces premiers entre le Louérion et les Alpines (Alpilles) et avait Glanum pour capitale |
| Liguri          |            |                              |        | |
| Tricolli        |            |                              |        | L'auteur, selon les écrits de Pline, laisse penser qu'ils étaient les Salyens et étaient présents dans la région de la Trévaresse qui se compose de trois principales collines d'où le nom Tricolli |
| Désuviates      |            |                              |        | Ils étaient localisés sur le territoire des Anatilii et représentent les peuples de la Camargue et de la Basse-Crau. Leur territoire était délimité au Nord par la crête des Alpilles, à l'Ouest par le Rhône, au Sud par les étang de Déseaumes et d'Entressen et à l'Est par les Salyens. L'étymologie de Désuviates provient du latin Desuatus qui donna également le nom à l'étang de Déseaumes |
| Anatilii        |            |                              |        | Ils étaient localisés sur l'embouchure du Rhône et occupaient la Basse-Crau, la Camargue et les îles du Rhône. L'auteur donne deux pistes concernant l'étymologie du terme Anatilli soit celtique qui signifierait "habitants d'une île ou d'une terre fertile", soit d'un nom grec signifiant l'Orient, puisque les habitants de se peuple commerçaient avec les grecs d'Agde |
| Avatici         |            |                              |        | Ils étaient positionnés entre le peuple des Anatilli et l'étang de Berre, aux environs des Martigues |
| Commoni         |            |                              |        | Selon Ptolémée, ils ont un territoire allant de Marseille à Fréjus. D'après Caton d'Utique qui est cité par Pline, les Commoni seraient les Cenomani qui étaient soient des liguriens soit des Salyens. L'auteur propose de mettre les Commoni entre l'Étang de Berre et Marseille du fait de l'étymologie du nom Cenomani qui se rapproche du celtique man (hommes) et de Cœnus (habitants du Cœnus). Il finit par délimiter leur territoire entre l'Étang de Berre et Toulon, et que celui-ci fût coupé en deux avec l'arrivée des Phocéens. Ce qui donna naissance aux Commoni occidentaux et aux Commoni orientaux (appelé aussi Anamari et qui pourraient être un autre peuple celto-ligure, selon Polybe) |
| Albici          |            |                              |        | Ils sont localisés par César dans les montagnes de Marseille selon l'auteur et réfute les arguments de certains géographes qui les ont localisés dans les environs de Riez. Les Albiciens étaient délimités par la chaîne de montagne de Roquefort au Sud qui les séparait des Anamari ou Commoni orientaux, à l'Ouest par Marseille et Allauch, au Nord par les Salyens et à l'Est vers la limite du département des Bouches-du-Rhône. |

En 1938, le géographe Étienne Garcin délimite le peuple des Salyens celto-ligures comme un espace entouré par d'autres peuples :
- à l'Ouest :
  - Les Volces arecomici dont la capitale était l'actuelle Nîmes ;
- au Nord :
  - Les Cavari dont la capitale était Cavaillon et vivaient entre les Alpilles et au-delà de la Durance ;
  - Les Caudellenses dont la capitale était Cadenet et vivaient entre le confluent du Verdon et la Durance où commençait le territoire des Rienses (Riez). Au Nord des Cavari et des Caudellenses les Memini (Carpentras), les Vocontii (Vaison-la-Romaine), les Vordenses et les Vulgientes aux alentours d'Apt.
- à l'Est :
  - Les Ligurii ;
  - Les Salluvii ;
  - Les Albicoi ;
  - Les Commoni étaient de Marseille et allaient jusqu'au-delà de Toulon à la frontière avec les Bormani ;
  - Les Bormani dont le territoire s'étendaient de Solliès[43] à Bormes-les-Mimosas.

L'auteur estime que les Commoni (selon Ptolémée) ou Segobrigii (selon Justin), avant l'arrivée des phocéens, étaient sur un territoire qui longeait le littoral méditerranéen du Rhône à Fréjus, et que c'est à partir de la colonisation grecque que les peuples ligures étaient nommés de différents façons. Le nom Commoni sera ensuite uniquement conservé aux peuples à l'Ouest (Commoni occidentaux, du Bouc jusqu'au Cap Méjan) et à l'Est (Commoni orientaux, du cap de la Croisette jusqu'au-delà de Toulon) de Marseille. Ils étaient séparé au Nord par les Salyens et formées chacune, deux confédérations distinctes.
En 1847, Étienne Garcin décrit la Celto-ligurie (ou celto-lygie selon ses termes) comme un territoire composé de huit nations distinctes, dont la principale qui servait de « boussole » aux autres, était celle des Salyens. Ces nations étaient elles-mêmes composés de plusieurs États. On retrouvait donc parmi ces nations, :
| Peuple dominant | Peuples associés | Territoire | Ville | Ethnie | Résumé |
| --------------- | --- | ---------- | ----- | ------ | --- |
| Salyens         | Anatilii (de Martigues à Arles), Avaticii (sur la chaîne de l'Estaque), Grœcia, Saluvii, Segobriges (ils sont localisés dans la région d'Aix-en-Provence dont la capitale était Entremont. C'est la tribu qui a donné le territoire de l'actuelle Marseille aux Phocéens), Tricoriens |            |       |        | Les Salyens sont localisés d'Ouest en Est, d'Arles à Marseille et du Sud au Nord par la mer Méditerranée et par la Durance                                                                                 |
| Suetrii         | Adunicates, Barjoliennes, Ligaunii (environs de Castellane), Matavoniens, Sentii (ils sont localisés dans le territoire de Senez (cet ethnonyme est dérivé d'un mot signifiant « le chemin »), Turrisii, Verucii |            |       |        | Ils sont localisés sur un axe Ouest-Est entre Rians et Fréjus, dont le centre correspondant approximativement à l'actuelle autoroute A8. (ou Suelteri, assimilés par la nation celto-ligure des Salluviens |
| Capilati        | Beritini, Ectini, Galliti, Nerusii, Quariates (il s'agissait peut-être plutôt d'une tribu celtique ; cet ethnonyme est dérivé d'un mot signifiant « chaudron »), Tricellati, Velauni (cet ethnonyme signifie « les valeureux, les éminents ») Verunini |            |       |        | Ils sont localisés dans les Alpes-Maritimes sur une ligne allant de Vence à Allos dans les Alpes-de-Haute-Provence                                                                                         |
| Albici          | Albeces, Bodiontici (cet ethnonyme signifie « ceux du gué »), Eguituri, Meminii (il s'agissait peut-être plutôt d'un État celtique ; cet ethnonyme signifie « ceux qui se souviennent »), Reii (cet ethnonyme signifierait « les royaux »), Variacenses |            |       |        | Ils sont localisés sur la partie Ouest des Alpes-de-Haute-Provence, au Nord-Ouest du territoire des Suelteri                                                                                               |
| Cavares         | Beduini, Segaloni, Tricastini, Voconces |            |       |        | Ils sont localisés au Nord des Salyens, dans la région d'Avignon |
| Braquetti       | Avantici, Caturiges, Ésubiens, Nemaloni, Nementuri, Oratelli, Savineates, Venisami (il s'agissait peut-être plutôt d'une tribu celtique ; cet ethnonyme signifie « famille supérieure ») |            |       |        | Ils sont localisés dans les Hautes-Alpes dans la région d'Embrun |
| Cenomani        | Bormani (dont la capitale était à Solliès et dont le territoire s'étendait sur la vallée du Gapeau jusqu'au littoral d'Olbia Hyères (cet ethnonyme signifierait « les adorateurs du dieu Bormo », équivalent de Borvo)), Commoni, Camatulici (assimilés par la nation celto-ligure des Salluviens), Déciates (région d'Antibes, entre le Loup et la Siagne), Oxybiens (massif de l'Estérel et territoire entre l'Argens et la Siagne, assimilés par la tribu celtique des Salluviens) |            |       |        | Ils sont localisés d'Ouest en Est entre le Toulon et le fleuve du Var, et du Sud au Nord par la mer Méditerranée et le territoire des Suelteri                                                             |

Pour les Cenomani, il précise que les "Soldats celtes de l’armée de Sigovèse et de Bellovèse, qui, après avoir secouru les Marseillais contre les Saliens, abandonnèrent leurs chefs et s’établirent sur le littoral, depuis Marseille jusqu’au Var. Ils se réunirent aux Commoni et autres peuples qui s’y trouvaient déjà; et, d’un commun accord, ils construisirent des habitations dans les sites les plus favorables. C’est ainsi qu’Aubagne, Telo Martius, Olbia, Fréjus et autres lieux prirent naissance." Alors que Bellovèse quitta le peuple celte des bituriges (environ de Bourges, il alla avec son armée s'installer en Lombardie où il fonda l'actuel Milan et dont on retrouve le peuple Cenomani sur ce territoire. Certains auteurs comme Étienne Garcin estiment que ce serait Sigovèse, le frère de Bellovèse, qui se serait installé entre Marseille et Toulon. En revanche, d'autres auteurs estiment que Sigovèse et ses hommes seraient parties s'installer dans la forêt hercynienne en Allemagne. Il faut cependant prendre ses informations avec précaution car Sigovèse et Bellovèse sont considérés comme des personnages légendaires, et il est par conséquent possible que des migrations celtes en Provence n'étaient soit pas présente soit peu importante et provenant d'autres peuples.

#### L'interprétation des récits anciens avec l'archéologie
Les chercheurs récents vont remettre plus ou moins en cause, les récits de la plupart des auteurs antiques et apportent des nuances ou plus de précisions à l'aide des recherches archéologiques et de la réinterprétation des dires des explorateurs grecs et romains anciens. 

À titre d'exemple, le chercheur Patrick Thollard critique la mention des peuples par Ptolémée comme étant peu pertinente : « celle-ci est tout sauf précise et fiable ! ».
| Peuple   | Territoire | Ville     | Ethnie                                       | Résumé |
| -------- | --- | --------- | -------------------------------------------- | --- |
| Déciates | |           | Celtique                                     | |
| Oxybiens | |           | Celtique                                     | |
| Salyens  | Strabon pose des limites par rapport à la position d'autres peuples. vers l’Est, les Ligyens ; au delà de la Durance, d’Avignon à Cavaillon, les Cavares ; vers le Nord, les Albiens, les Albièques et les Voconces ; à l’Ouest, sur la rive opposée du Rhône, les Volques. | Entremont | Alliance de Celtes et de Ligures ; Celtique, | La délimitation orientale, au contact des Ligyens/Ligures est variable selon les auteurs. D'autres classent encore une partie des Salyens comme des Ligures non Celtes ou celtisés, jusqu'aux environ d'Aix-en-Provence. Pour d'autres encore, la limite varie entre Antibes et le Var. |

#### En Italie
Les auteurs anciens ont d'abord décrit les Ligyens (nom grec) et les Ligures (nom romain) comme une ethnie unique. 
 Ce nom visait dans un premiers temps les populations autour de Massalia (Marseille) puis c'est généralisé à la Provence et à la Ligurie pour la majorité des auteurs. Ce n'est qu'à partir de l'expansion romaine que les grecs vont s'intéresser à ceux de la Ligurie italienne. 

Ce sera Strabon qui va être le premier a admettre une différence entre les ligures de Provence (notamment les Salyens) et les ligures d'Italie, tout en précisant que ces derniers ne sont pas Celtes : « Cette montagne [les Alpes] abrite de nombreux peuples celtiques, à l’exception des Ligyens : ceux-ci, sont d’une souche différente, mais ont un genre de vie très voisin ».
Les Ligures sont les peuples présents en Italie et se différencient des Celto-Ligures et des Celtes selon Étienne Garcin (1835).
- Apuani
- Bagienni
- Briniates
- Cerdiciates
- Artani, localisés dans la région de Crémone (cet ethnonyme est dérivé d'un mot signifiant « l'ours »)[55]
- Euburiates
- Friniates (en)
- Garuli (en)
- Genuates
- Hercates (en)
- Ilvates
- Ingauni
- Intemellii
- Laevi
- Lapicini (en)
- Montani
- Sédunes (il n'est pas certain qu'ils étaient ligures ; cet ethnonyme serait dérivé d'un mot signifiant « s'installer »)[49]
- Taurini (parfois Taurisci[56] ; cet ethnonyme est dérivé d'un mot signifiant « le taureau »)[55]
- Statielli
- Vagienni

Les Ligures Ingauni avaient pour capitale Albium Ingaunum, aujourd'hui Albenga. Vaincus par Appius Claudius Pulcher en -185, ils reprirent les armes contre Paule Émile en -181, mais furent réduits l'année suivante.

#### En Languedoc
Les auteurs entendent par Ibéro-Ligures, les Ligures présents en Occitanie entre les Pyrénées et le Rhône.

## Histoire
En l'absence de tradition écrite dans leur culture, les seules connaissances que l'on possède sur les Ligures et leur présence ne sont attestées que par les sources grecques et latines ; sources étayées et confortées au moyen de l'archéologie. Les Ligures étaient un peuple alpin dont le domaine de présence attestée s'étendait approximativement sur les actuelles régions des Provence-Alpes-Côte d'Azur, du Piémont et de la Ligurie.
Encore aujourd'hui, la langue ligure ancienne est sujette à discussion et des traces supposées par le biais de la toponymie, de l'hydronymie, l'ethnonymie et de l'anthroponymie, sont toujours à l'étude.

### Protohistoire du territoire des Ligures en Italie

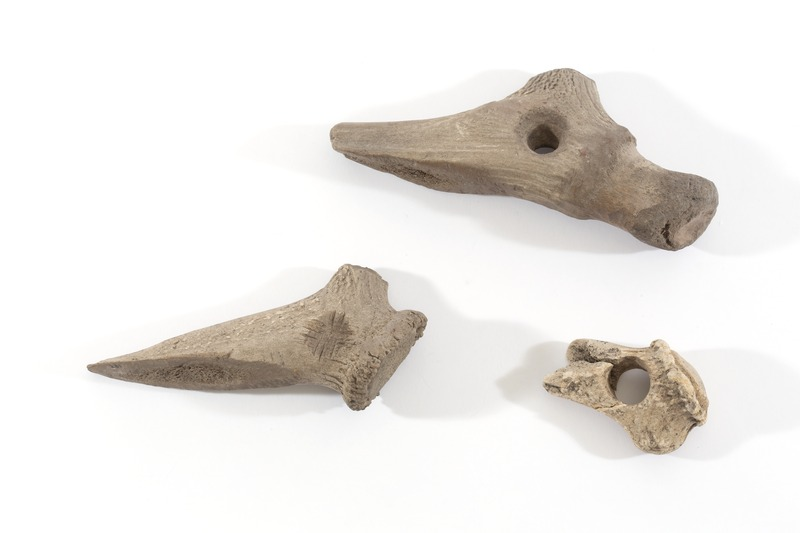
Houes de bois de la culture de Polada.

La culture de Polada (localité près de Brescia, Lombardie) était un horizon culturel étendu dans la vallée du Pô, de l'est de la Lombardie et de la Vénétie à l'Émilie et la Romagne, formé dans la première moitié du IIe millénaire av. J.-C. peut-être pour l'arrivée de nouvelles personnes des régions transalpines de la Suisse et du sud de l'Allemagne actuelles. Ses influences se retrouvent également dans les cultures du début de l'âge du bronze de la Ligurie, de la Corse, de la Sardaigne (culture de Bonnanaro) et du sud de la France. Il y a quelques points communs avec la culture campaniforme précédent, notamment l'utilisation de l'arc et une certaine maîtrise de la métallurgie. En dehors de cela, la culture de Polada ne correspond pas à la culture campaniforme ni à celle de Remedello qui la précède.
Les outils et les armes en bronze présentent des similitudes avec ceux de la culture d'Unétice et d'autres groupes au nord des Alpes. Selon Bernard Sergent, les origines de la langue ligure, selon lui liée aux familles des langues celtiques et italiques, seraient à rechercher dans la culture de Polada et dans celle du Rhône au début de l'âge du bronze, émanations méridionales de la culture d'Unétice.
La vallée du Pô aurait été habitée par des Ligures (vers 2000 av. J.-C.), qui non seulement apparaissent dans les légendes de la vallée du Pô, mais auraient laissé des traces (linguistiques et artisanales) trouvées dans l'archéologie également dans la zone proche de la côte nord de l'Adriatique. Les Liguriens sont réputés avoir formé les premiers villages de la vallée du Pô du faciès des habitations sur pilotis et des barrages, une société qui a suivi la culture de Polada, et qui convient bien à l'âge du bronze moyen et tardif.

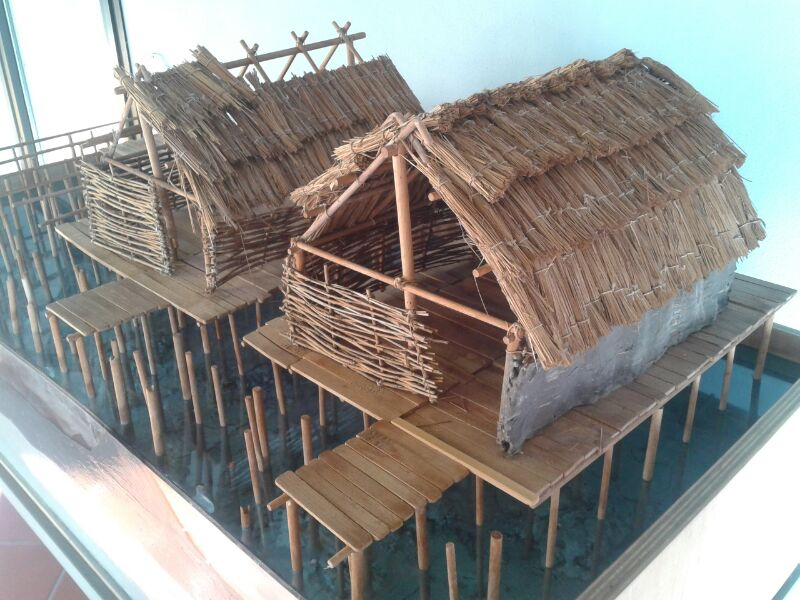
Établissements d'habitations sur pilotis préhistoriques dans le nord de l'Italie.

L'ancien nom du fleuve Pô (Padus en latin) a été segmenté en Bod-encus ou Bod-incus, le suffixe étant caractéristique de l'ancienne langue ligure. Le mot Bodincus apparaît dans le nom de lieu Bodincomagus, une ville ligure sur la rive droite du Pô en aval de Turin d'aujourd'hui.
Selon une légende, Brescia et Barra (Bergame) sont fondées par Cydno, l'ancêtre des Ligures, à une époque qu'on peut estimer à la fin de l'âge du bronze. Ce mythe semble avoir un grain de vérité, car de récentes fouilles archéologiques ont mis au jour les restes d'une colonie datant de 1200 av. J.-C. que les érudits présument avoir été construits et habités par des Ligures,. D'autres érudits attribuent la fondation de Bergame et de Brescia aux Étrusques.
Avec le faciès des habitations sur pilotis et des barrages, la continuité de la culture de Polada précédente de l'âge du bronze ancien semble ininterrompue. Les villages, comme dans la phase précédente, sont sur pilotis et concentrés dans le bassin du lac de Garde. Dans les plaines apparaissent plutôt des villages avec des digues et des fossés.
Les colonies étaient généralement constituées de maisons sur pilotis ; l'économie était caractérisée par des activités agricoles et pastorales, la chasse et la pêche étaient également pratiquées ainsi que la métallurgie du cuivre et du bronze (haches, poignards, épingles etc.). La poterie était grossière et noirâtre.
La métallurgie du bronze (armes, outils, etc.) était bien développée parmi ces populations. Quant aux coutumes funéraires, crémation et inhumation étaient pratiquées.

### La rencontre avec les Grecs: La fondation de Massalia

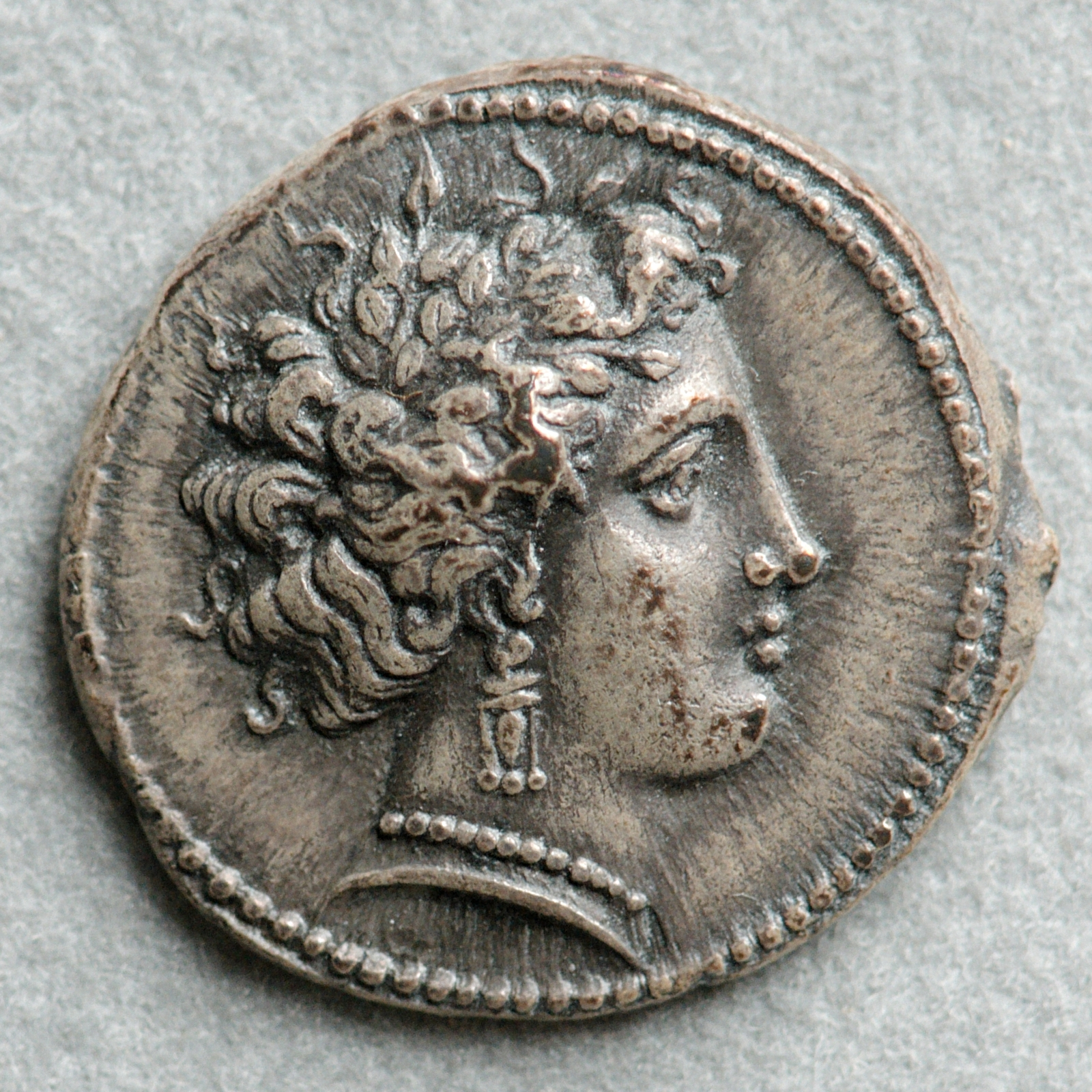
Drachme massilien.

Entre le Xe et le IVe siècle av. J.-C., les Ligures sont présents en Provence autour de ce qui deviendra le site de la Marseille antique (Massalia ou Massilia). Selon Strabon, les Liguriens, vivant à proximité de nombreuses tribus de montagnards celtiques, étaient un peuple différent (ἑτεροεθνεῖς) mais « étaient similaires aux Celtes dans leurs modes de vie ». Massalia, dont le nom a probablement été adapté d'un nom ligure existant, a été la première colonie grecque en France. Il a été créé au sein de Marseille moderne vers 600 av. J-C par des colons venant de Phocée (aujourd'hui Foça, dans la Turquie moderne) sur la côte égéenne de l'Asie Mineure. La connexion entre Massalia et les Phocéens est mentionnée dans la Guerre du Péloponnèse de Thucydide qui note que le projet phocéen a été combattu par les Carthaginois, dont la flotte a été vaincue.
La fondation de Massalia a été racontée sous la forme d'une légende. Un nommé Protis ou Euxenès, originaire de Phocée, en recherchant un nouvel avant-poste commercial ou emporion pour faire fortune, découvrit la crique méditerranéenne du Lacydon (qui deviendra le "Vieux-Port"), alimentée par un ruisseau d'eau douce et protégée par deux promontoires rocheux. Protis fut invité à l'intérieur des terres, à un banquet organisé par Nannu, le chef de la tribu ligure locale de Segobrigi, pour des prétendants cherchant la main de sa fille Gyptis en mariage. À la fin du banquet, Gyptis présenta la coupe de vin cérémonielle à Protis, indiquant son choix sans équivoque. Après leur mariage, ils déménagèrent sur la colline juste au nord du Lacydon ; et de ce règlement a grandi Massalia. Graham Robb donne plus de poids à l'histoire de Gyptis, bien qu'il note que la tradition était d'offrir de l'eau, pas du vin, pour signaler le choix d'un partenaire de mariage. Plus tard, les indigènes formèrent un complot pour détruire la nouvelle colonie, mais le plan fut divulgué et Conran, roi des autochtones, fut tué dans la bataille qui suivit. Les Grecs avaient probablement exprimé leur intention d'étendre le territoire de la colonie, et c'est pourquoi Conran (le fils de Nannu), tenta de la détruire. Cependant, la résistance des Liguriens eut pour effet de réduire les prétentions des Grecs qui renoncèrent à l'expansion territoriale. Les Massaliotes recentrèrent leur activité sur le développement du commerce, d'abord avec les Liguriens, puis avec les Gaulois, jusqu'à ce que Massalia devienne le port le plus important de la Gaule.

### L'arrivée et la fusion avec les Celtes
Entre le VIIIe  et le Ve siècle av. J.-C. des tribus de peuples celtiques, venant probablement d'Europe centrale s'installent en Provence. Leurs armes en fer leur donnent un avantage sur les tribus locales armées d'armes en bronze. 

Les Liguriens et les Celtes nouvellement arrivés se partagent le territoire de la Provence moderne. Les Celtes et les Liguriens commencent à se mélanger formant une culture celto-ligure, donnant naissance à diverses tribus independantes. De ces nombreuses tribus celto-liguriennes, les Salyens se sont installés au nord de Massalia, dans la région d'Aix-en-Provence tandis que Caturiges, Tricastins et Cavares se sont installés à l'ouest de la Durance. Des forteresses et des colonies sont fondées  au sommet d'une colline, définies par la suite sous le nom latin d' oppida . Les traces de 165 oppida se trouvent dans le Var et 285 dans les Alpes-Maritimes. 

Aux Ve et IVe siècles av. J.-C. les différentes tribus forment des confédérations : les Voconces de l'Isère au Vaucluse ; les Cavares dans le Comtat ; et les Salyens, du Rhône au Var. Les tribus commencent à échanger les produits locaux, fer, argent, albâtre, marbre, or, résine, cire, miel et fromage avec leurs voisins, d'abord par des routes commerciales le long du Rhône, puis des commerçants étrusques arrivent sur la côte. Des amphores étrusques des VIIe et VIe siècles av. J.-C. ont été trouvées à Marseille, Cassis, Antibes et dans les oppida perchées de la région.

### Entre Celtes et Étrusques

#### La fusion celto-ligure dans les Alpes occidentales et la vallée du Pô
À partir du XIIe siècle av. J.-C., de l'union des cultures précédentes de Polada et de Canegrate, c'est-à-dire de l'union des populations liguriennes préexistantes avec l'arrivée des populations celtiques, en même temps que la naissance de la culture de Hallstatt au centre de l'Europe et la culture Villanova dans le centre de l'Italie, une nouvelle civilisation s'est développée que les archéologues appellent Golasecca, du nom du lieu où les premières découvertes ont été trouvées.
Les peuples de la culture de Golasecca habitaient un territoire d'environ 20 000 km2, du bassin versant alpin au Pô, de la Valsesia au Serio, gravitant autour de trois centres principaux : la zone de Sesto Calende, Bellinzone, mais surtout le centre proto-urbain de Côme.
Avec l'arrivée de populations gauloises d'outre-Alpes, au IVe siècle av. J.-C., cette civilisation celto-ligure déclina et prit fin.
L'expansion étrusque dans la plaine du Pô et l'invasion des Gaulois ont confiné les Liguriens entre les Alpes et les Apennins, où ils ont offert une telle résistance à la pénétration romaine qu'ils ont acquis une réputation auprès des anciens pour leur férocité primitive.
En regardant le nord-ouest de l'Italie jusqu'au fleuve Pô, alors que dans la Lombardie moderne et le Piémont oriental, la culture de Golasecca a émergé, dans la partie la plus occidentale il y a 2 principaux groupes tribaux : les Taurins dans la région de Turin et les Salasses dans l' Ivrée et la Vallée d'Aoste.
Au VIIe siècle av. J.-C., en plus des Grecs, les Étrusques ont également commencé à progresser dans le nord de la mer Tyrrhénienne, jusqu'à ce qu'on appelle maintenant la mer Ligure.
Bien qu'ils aient eu des échanges commerciaux intenses, ils étaient des concurrents des Grecs, avec lesquels ils se heurtaient souvent. À partir de 540 av. J.-C., la présence étrusque dans la vallée du Pô a connu une nouvelle expansion du scénario après la bataille d'Alalia, entraînant une limitation progressive des mouvements étrusques dans la haute mer Tyrrhénienne. L'expansion au nord des Apennins est caractérisée par ce moment comme visant à identifier et contrôler de nouvelles routes commerciales.
Leur politique expansionniste est différente de celle des Grecs : leur expansion se fait principalement par voie terrestre, essayant progressivement d'occuper les zones qui les bordent. Même s'ils étaient de bons marins, ils n'ont pas trouvé de colonies lointaines, mais à tout le moins des emporiums destinés à soutenir le commerce avec les populations locales. Cela a créé une ambivalence dans les relations avec les Ligures : d'une part, ils étaient d'excellents partenaires commerciaux pour tous les emporiums côtiers, d'autre part, leur politique expansionniste les a amenés à faire pression sur les populations ligures installées au nord du fleuve Arno, les faisant reculer dans les zones montagneuses du nord des Apennins.
Même dans ce cas, l'opposition ligure empêcha les Étrusques d'aller plus loin ; en effet, bien que traditionnellement la rivière Magra soit considérée comme la frontière entre les régions ligure et étrusque, il est attesté que les colonies étrusques au nord de l'Arno (par exemple Pise) ont été périodiquement attaquées et pillées par les tribus ligures des montagnes.
Comme déjà mentionné, l'hostilité aux frontières n'a pas empêché une relation commerciale intense, comme en témoigne la grande quantité de céramiques étrusques trouvées dans les sites ligures. De cette période date la fondation de l'oppida de Genua (aujourd'hui Gênes, environ 500 av. J.-C. , le noyau urbain du Castello (peut-être un ancien oppidum ligure) a commencé, pour un commerce florissant, pour s'étendre vers le Prè d'aujourd'hui (la zone de prairies) et le Rivo Torbido. Certains érudits pensent que Gênes était un emporium étrusque et que ce n'est que plus tard que la tribu ligure locale prit le contrôle (ou fusionna avec les Étrusques).
Dès le début du Ve siècle av. J.-C., la puissance étrusque commença à décliner : attaquée au nord par les Gaulois, au sud par les Grecs et avec les révoltes des villes contrôlées (ex. Rome), la présence étrusque parmi les Ligures diminue, intensifiant l'influence gauloise.
À partir de ce moment, Gênes, habitée par les Genuati ligures, était considérée par les Grecs, compte tenu de son fort caractère commercial, comme l'emporium des Ligures : bois pour la construction navale, bétail, cuir, miel, textiles faisaient partie des produits ligures d'échange commercial.

### Les conflits face aux peuples de la péninsule italienne

#### La bataille d'Himère
« Les Élisyques posent un problème similaire. Ce peuple est connu pour avoir envoyé quelques-uns des siens combattre en Sicile, aux côtés de Phéniciens, de Libyens, d’Ibères, de Ligures, de Sardes et de Corses, lors de la bataille d’Himère en 480 av. n. è., et pour avoir constitué, dit-on, un “royaume féroce” autour de sa capitale, Naro/ Narbonne, probablement Montlaurès ».

#### Les guerres puniques
Michel Dubuisson explique que Caton l'Ancien avait une certaine rancœur vis-à-vis des Ligures à travers leurs relations avec les carthaginois. 

Les Ligures avaient aidé les carthaginois en 205, alors ennemi de Rome, durant la deuxième guerre punique en facilitant le débarquement des troupes de Magon Barca, le frère cadet d'Hannibal à la différence des gaulois. 

Certains Ligures intervenaient aussi en mercenaires durant la première guerre punique.
Les Salyens, l'un des plus grands peuples de la Ligurie provençale étaient alliés des carthaginois dans la seconde guerre punique.

### La guerre face à Rome et création de la Gaule Narbonnaise

#### Relation conflictuelle avec les Romains
D'après Michel Dubuisson, les Ligures avaient provoqué une série de révoltes entre 187 et 175 av. J.-C. se traduisant par des opérations militaires romaines souvent difficiles, voire marquées par d'importantes défaites. Ces évènements se poursuivirent ensuite par la répression romaine envers les Ligures.
Pour André Piganiol, « Les Romains évitèrent d'anéantir les Ligures pour les conserver comme une barrière contre les invasions celtiques ».
Pour Yves Roman, les Romains ont déclaré la guerre aux Ligures à cause de la gêne qu'occasionnait la piraterie dans le monde ligure, en similitude avec ce que faisaient les Grecs en Orient. Pour ce faire, ils ont dû, après le IIe av. J.-C. « enfreindre tous les principes constitutionnels romains, créer un commandement unique et attribuer pour cela un imperium extraordinaire à Pompée. »
Camille Jullian, d'après Strabon, parle des Salyens et des autres Lygiens (Ligures) dans une guerre les opposant à Rome : « Les anciens auteurs grecs appellent Ligyens les Salyens et pays ligystique le pays occupé par les Massaliotes. Les auteurs postérieurs emploient pour ce peuple le nom de Celto-ligyens et lui attribuent en plus toute la région des plaines jusqu'à Luerio et jusqu'au Rhône. Cette région, divisée en dix districts, fournissait une armée comportant non seulement de l'infanterie, mais aussi de la cavalerie. De tous les Celtes transalpins, les Salyens furent les premiers à tomber sous la domination des Romains après une longue guerre opposant ces derniers à la fois à ce peuple et à celui des Ligyens, qui leur barraient la route menant en Ibérie par le littoral. En effet, ces deux peuples exerçaient leur brigandage sur terre et sur mer et se montraient si puissants que la route était à peine praticable même à de grandes armées. Enfin après quatre-vingts ans de guerre, les Romains obtinrent à grand-peine que le passage fut laissé libre sur une largeur de douze stades aux voyageurs en mission officielle. Par la suite, cependant, ils réussirent à abattre complètement leurs adversaires et à s'approprier le gouvernement de leurs territoires en leur imposant par surcroît un tribut. ».
Cependant, Yves Roman contredit les propos de Camille Jullian en critiquant sa confusion entre la terre et la mer pour l'interprétation des propos de Strabon où Jullian donnait la victoire à Quintus Opimius. Roman prend une autre citation de Strabon qui précise que c'est Caius Sextius Calvinus qui expulsa les indigènes ligures du littoral : « C'est ainsi que Sextius, celui qui vint à bout des Salyens, après avoir fondé non loin de Massalia la ville qui porte à la fois son nom et celui d'eaux thermales aujourd'hui, dit-on, en partie refroidies, y établit une garnison romaine et expulsa les Barbares de tout le littoral qui conduit de Massalia en Italie, alors que les Massaliotes ne parvenaient pas à les tenir définitivement en respect. Il ne put, d'ailleurs, en triompher lui-même complètement et ne fut que juste assez fort pour les obliger à reculer jusqu'à douze stades de la mer, là où la côte offre de bons ports, et jusqu'à huit stades, là où elle est rocailleuse, mais il fit cadeau aux Massaliotes du terrain ainsi évacué. ».
Roman, d'après Strabon étale la guerre des Romains contre les Ligures et les Salyens sur 80 années et se divise en deux étapes. La première vit « les Salyens et les Ligures contraints d'octroyer, sur terre, la liberté de passage aux missions officielles romaines. »  alors que la seconde vit Rome triompher de ses adversaires et s'emparer de leur territoire. Tite-Live plaça le début des guerres romaines face aux Ligures en Provence vers 240 av. J.-C. Les expéditions de Quintus Opimius contre les Oxybii et Dekiates ont eu lieu environ 80 ans plus tard.
Rome entre en contact hostile avec les Ligures après la première guerre punique et dès son implantation en Gaule cisalpine. L'historien romain Florus décrit ainsi le peuple que combattent les Romains lors de la guerre des Ligures (239-173 av. J.-C.) : « Les Ligures, retranchés au fond des Alpes, entre le Var et la Magra, et cachés au milieu de buissons sauvages, étaient plus difficiles à trouver qu’à vaincre. En sécurité dans leurs retraites et par la promptitude à fuir, cette race infatigable et agile, se livrait à l’occasion plutôt au brigandage qu’à la guerre. Salyens, Décéates, Oxybiens, Euburiates, Ingaunes, tous surent éluder longtemps et souvent la rencontre de nos armées ; enfin, Fulvius entoura leurs repaires d’un vaste incendie ; Baebius les fit descendre dans la plaine, et Postumius les désarma totalement si bien qu’à peine leur laissa-t-il du fer pour cultiver la terre ». Tite-Live rapporte que vers -189, les Ligures infligent un revers militaire à la légion romaine de Lucius Baebius Dives se rendant en Hispanie.

#### L'incorporation à la Gaule Narbonnaise
Les anciens peuples de la Ligurie en Provence et Languedoc sont incorporés dans la province romaine de la Gaule narbonnaise en 121 av. J.-C., soit 3 ans avant la fondation de Narbo Martius en 118 av. J.-C..[réf. nécessaire]
Salluste et Plutarque nous rapportent que pendant la guerre de Jugurtha (de 112 à 105 av. J.-C.) et la guerre des Cimbres (de 104 à 101 av. J.-C.) les Ligures servirent de troupes auxiliaires dans l'armée romaine. Au cours de ce dernier conflit, ils jouèrent un rôle important lors de la bataille d'Aix.
Jules César cite, dans la Guerre des Gaules, les Centrons, les Graiocèles, les Caturiges, qui tentèrent en 58 av. J.-C. de s'opposer à son passage entre Océlum en Gaule cisalpine et le territoire des Voconces.

## Société

### Art
Les Ligures n'ont laissé que peu de monuments rudimentaires en dehors de leurs oppida. 

Raoul Busquet leur attribue les milliers de gravures rupestres qui subsistent dans la Vallée des Merveilles, mais ne les qualifies pas d'éléments artistiques, seulement de « figures assez grossièrement dessinées. » sous forme de bœufs libres ou attelés à des charrues, des armes (épées, haches, etc.), des pioches, des faucilles.

### Caractéristiques et modes de vie
Les géographes de l'Antiquité, en plus de décrire le territoire, s'attachaient aussi à caractériser les habitants.
Pour Busquet, en se basant sur les anciennes descriptions, les Ligures étaient « en somme des indigènes dont l'existence est précaire et souvent difficile, et dont la moralité, si l'on y regarde de près, n'est pas loin de valoir celle des conquérants plus civilisés qui les ont vaincus. ». 
 
Les Romains considéraient généralement les Ligures comme « des êtres essentiellement trompeurs, menteurs, féconds en ruses, naturellement pillards ».
Le même auteur affirme dans son ouvrage que les Ligures étaient « par aptitude et par nécessité, laborieux et tenaces. Ils vivaient sur des terres en général peu fertiles et en tiraient leur subsistance au moyen d'un travail ingrat. Ils étaient d'opiniâtres défricheurs. Sur la côte ils étaient pêcheurs et, toutes les fois qu'ils le pouvaient, pirates et ravageurs d'épaves. Mais tant qu'ils ne furent pas entraînés par les Celtes ils ne furent guerriers, chez nous, que pour se défendre. ».
Certaines de leurs descriptions sont parfois exagérées comme celle de Camille Jullian que Raoul Busquet ironise dans son œuvre Histoire de la Provence : des origines à la révolution française car Jullian, selon Busquet, avait un parti pris contre les Gaulois « Mettez aux prises le plus grand Gaulois et un frêle Ligure : c'est le Gaulois qui sera vaincu. ». 
 
Jullian les décrivait comme « de petite taille, de corps maigre et ramassé, mais de forte charpente garnie de muscles solides, aux membres d'une incroyable élasticité. - La fatigue n'abattait jamais le Ligure ; ses organes et ses articulations semblaient répondre à sa volonté avec une précision immédiate. ».
Pour Michel Dubuisson, « il y a deux façons de regarder l'autre ». 

La première façon consiste en l'étude ethnographique qui est réservée « à un petit nombre de privilégiés, qui ont la possibilité de se mêler suffisamment longtemps à la vie quotidienne d'un peuple étranger et qui sont en mesure d'émettre des jugements nuancés et non prévenus. ». 

La seconde façon se base sur les stéréotypes que l'on peut avoir vis-à-vis d'une population ou d'un individu : « La plupart des gens, au contraire, tendent naturellement à se satisfaire d'appréciations sommaires, fondées sur des généralisations abusives reproduites sans vérification, quand elles ne sont pas inventées de toutes pièces. ».
Il précise que le stéréotype est un préjugé qui peut-être bien enraciné et associé à l'humour.
Le même auteur donne une description des Ligures qu'il qualifie de proche des Gaulois et sont caractérisés, dans la majorité des textes anciens, par les stéréotypes autour de « la rudesse et la rusticité de leurs mœurs et leur courage purement physique et irréfléchi, voire leur sauvagerie, à la guerre. ». 

Il donne des citations de plusieurs auteurs à leur égard qui correspondent à la description etnographique données par Diodore et Strabon : « montani duri atque agrestes » (Cicéron), « rudes et bons combattants ; feritas ingenita(u) » (Tite-Live), « assuetumque malo Ligurem » et « Ligurum ductor fortissime bello » (Virgile).
D'ailleurs pour Michel Dubuisson, Diodore nous apprend que « la dureté du pays, boisé ou aride et caillouteux, a rendu les hommes physiquement vigoureux et durs à la tâche, qualités qui se retrouvent au combat ; elle les a également amenés à devoir compter pour leur subsistance sur l'indispensable complément que leur fournissent la chasse et la cueillette. Ces activités primitives les maintiennent dans un état de demi-sauvagerie, très éloigné de la civilisation (ils ne connaissent même pas le vin !). Mais le caractère inhospitalier de leur patrie a également poussé nombre de Ligures à chercher fortune ailleurs, faisant d'eux des marins hardis et des pirates redoutables. ».
Même si Dubuisson fait état d'une proximité entre les Ligures et les Gaulois, il ne les classe pas avec ces derniers dans son étude comparative.
En effet, il signale que les Ligures comportent des traits de stéréotypes propres aux peuples orientaux, aux Grecs et aux Carthaginois, comme « fallaces », « lubrici ». Il note d'ailleurs que Caton l'Ancien avait une vision assez péjorative des Ligures car ceux-ci avaient offert la possibilité aux Carthaginois de débarquer en Ligurie, que certains mercenaires ligures s'étaient battu contre Rome ou encore parce que les Ligures s'étaient à plusieurs reprises révoltés. C'est avec cette rancœur qu'il a participé à propager des stéréotypes à l'encontre des Ligures et notamment une « assimilation au moins partielle des Ligures aux Carthaginois ».

### Culture
Pour Alfred Maury, les Ligures forment des peuples celtiques ou qui avait été celtisé à une époque reculée et suppose que les envahisseurs celtes ont soumis et absorbés les autochtones qui habitaient un espace délimité au nord par les Alpes, au Sud par la Méditerranée, à l'Ouest par le Rhône et à l'Est par Magra. Pour appuyer ses dires, l'auteur utilise l'exemple du nom du peuple des Ségobriges localisé près de Marseille et de leur roi Nannos comme typiquement celte de même pour l'idiome de quelques tribus.
Pour Dominique Garcia, la Provence outre son caractère celtique revêt des éléments de cultures étrangères : « on peut considérer le sud-est comme un espace celtique périphérique mais bien comme une aire culturelle ouverte et dynamique, espace d’innovation et d’intégration. Ainsi, les différents éléments marqueurs de la culture celtique n’apparaissent pas comme moins nombreux en Gaule méditerranéenne que dans le reste de l’Europe occidentale, mais ils sont ici associés à d’autres realia, issus des trafics méditerranéens et à des productions régionales découlant de ces contacts commerciaux. ».
L'influence culturelle et commerciale grecque de Massalia est moins importante à mesure que les distances s'accroissent. Ainsi, à environ 50 km d'Arles, au-delà de la confluence de l’Ardèche et du Rhône, Garcia explique que les « amphores massaliètes sont sensiblement moins nombreuses » et que « les produits grecs sont quasiment absents au-delà de la Durance » entre le VIe siècle et Ve siècle a.v. J.-C.

### Économie

#### Industrie du fer
Les Ligures de Provence exploitaient le fer selon Raoul Busquet dont il dresse une petite liste pour les Bouches-du-Rhône et le Var de mines de fer abandonnées ou de gisements de rognons (à Kierbas, quartier de Trets, à la Serignagne, quartier de Peynier, etc.) ou encore de tumuli découverts à Berre-l'Étang, Mimet, Peynier, à la Serignane (quartier de Peynier), à Pourrières, à Plan-d'Aups-Sainte-Baume, à Saint-Savournin. 

L'auteur précise des éléments retrouvés comme « des échantillons en tessons, ou entier par aventure, de céramique fine, enfumée et lustrée, consistant en grande jattes à pied, en vase globuliformes, des objets en bronze, bracelets de poignets ou de biceps, tranchets et rasoirs, des bassines, des rivets de fer destinés à des trépieds ou des montures sur roulettes. ». 

Il caractérises les Ligures comme « assez simples mais déjà ingénieux dans la recherche de commodité  domestique et de l'ornement.».

#### Agglomération et habitat

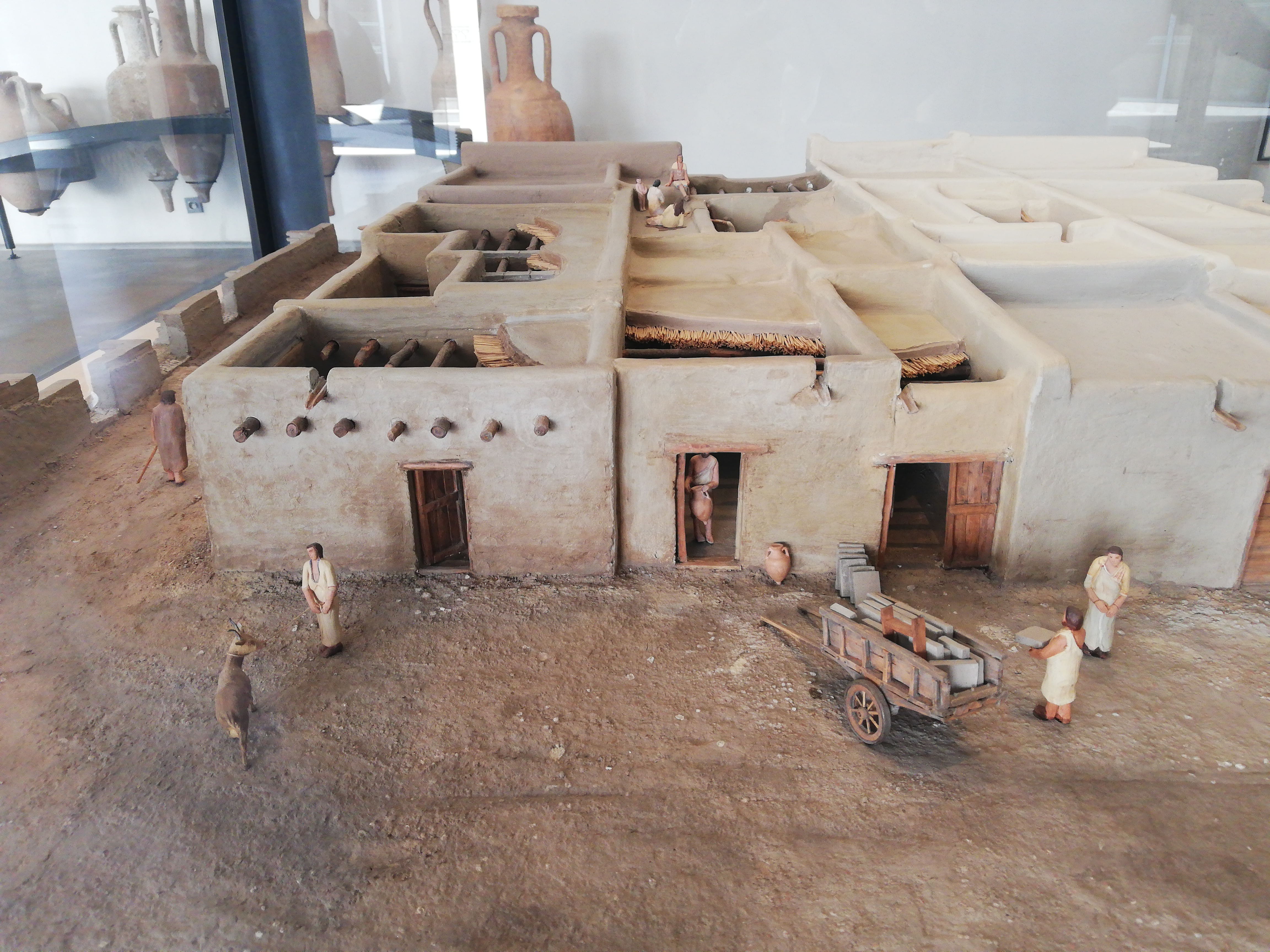
Voici à quoi ressemblait un quartier de la Gaule méditerranéenne celto-ligure à Arles à l'âge du fer (VIIe-IIe siècle avant notre ère) : reconstitution au Musée départemental Arles antique, Bouches-du-Rhône.

### Organisation spatiale

#### Fortifications
En 1824, Christophe de Villeneuve-Bargemon, savant et préfet des Bouches-du-Rhône, décrit ainsi les "Lieux d'habitation et de rassemblement" des Celto-Ligures en Provence, et notamment les confédérations des Salyens et celle des Commoni :
Ces peuples n'avaient pas de villes proprement dites avant l'arrivée des Phocéens. Mais ils avaient des camps fortifiés (Oppidum) pour se défendre en cas de guerre ; des marchés (Emporium) où ils se rendaient, à certaines époques de l'année, pour échanger leurs denrées, et, enfin, des lieux de rassemblement (Mallus) où résidaient ordinairement le chef et ses principaux capitaines, et chacun de ces lieux était comme le quartier général de toute une nation.
(On notera toutefois le caractère anachronique du recours au terme Mallus, qui est une catégorie germanique médiévale).
Pour Raoul Busquet, les oppidas « ne servaient jamais de lieu d'habitation : c'étaient des postes d'observation et des refuges en cas d'alerte. ». Ils étaient nombreux en Provence et pour l'auteur, le plus impressionnant est celui de Baou Roux à Bouc-Bel-Air.
Il décrit les oppidas comme presque toujours établis à la pointe d'éperons rocheux. Ils sont composés de murs de pierres sans ciment qui entouraient l'oppidum. Le long des murs, il y avait des formes quadrangulaires voire presque circulaires qui correspondaient à l'emplacement de redoutes ou de tours. Il rajoute aussi « sur les points culminants ou dégagés, des « cases » sont creusées dans la roche pour servir de poste de guet ; elles étaient garnies de charpentes rudimentaires et de feuillages. ».

#### Réseaux urbain et maritime
Selon Dominique Garcia, la Provence possède trois axes principaux façonnés par les échanges économiques :
- La vallée du Rhône ;
- La voie maritime ;
- La voie Héracléenne.

Le premier axe « à la fois terrestre et fluvial, incontestablement le plus important, est constitué par la vallée du Rhône, elle-même rejointe par les chemins bordant le cours des principaux affluents du fleuve. Cette voie de communication et ce réseau d’habitats sont bien connus ; on signalera le probable rôle de relais, entre Arles et Lyon, qui peut être attribué à des sites comme Avignon (à 34 km d’Arles), l’oppidum de Barry à Bollène (à 35 km d’Avignon) ou celui de Soyons. »
Le second axe correspond aux voies maritimes. Ces dernières « qui viennent s’articuler sur l’axe « littoral » ont des origines diverses : phénico-punique dès le VIIIe siècle et jusqu’au VIe siècle av. J.-C., surtout des Pyrénées à l’Hérault ; étrusque aux mêmes périodes en Provence et en Languedoc ; phocéen dès le VIIe siècle sur toute la façade méditerranéenne de la gaule, massaliote, à partir de 600 av. J.-C., emporitain surtout au deuxième âge du Fer, italique enfin, d’abord par l’intermédiaire de Massalia puis, sans doute, de façon autonome. La notion même de « réseau » illustre bien la pratique de l’emporia dont on sait que, bien souvent, elle ne se déroule pas en ligne directe mais selon des systèmes d’échanges multiples. »
Le troisième axe structurant, correspond à « la piste côtière qui traverse la plus grande partie du territoire ibérique et le relie à l’Italie par les Alpes et le midi gaulois. Timée la cite sous ce nom au IVe siècle-IIIe siècle av. J.-C. (« il est dit qu’il existe une voie appelée « l’Héracléenne » partant d’Italie qui conduit jusqu’au pays des Celtes, Celto-ligures et Ibériens ») et il signale : « qu’un Hellène ou un homme y passe, les riverains prennent garde qu’il ne lui arrive aucun mal, car ceux-là en porteraient la peine chez qui le mal serait fait » … Jusqu’au Rhône, c’est probablement cet itinéraire qu’a suivi Hannibal en passant par Emporion, Illebiris, Ruscino et Narbonne : nous aurions là quelques étapes de cet axe de circulation terrestre. Cette piste était probablement plus aménagée qu’on ne le pense, comme le prouve la fouille récente d’un diverticule – daté du milieu de l’âge du Fer – à Marguerittes dans le Gard. À l’est du Rhône, nous savons d’après Strabon, qui relate les écrits de Polybe, que la voie par le littoral existait bien à son époque : « il (Polybe) nomma seulement quatre passages : le premier par le territoire des Lygiens, tout près de la mer Tyrrhénienne, ensuite celui qui traverse le territoire des Taurini et qu’utilisa Hannibal… ». Il décrit la route littorale comme étant « d’abord Massaliotique, puis Lygistique ». Le long de ces axes, les limites de développement des villes dépendaient alors de la concurrence exercée par d’autres villes pour la possession des ressources, concurrence qui s’opère d’abord par le contrôle des territoires en contiguïté, ensuite par celui des marchés plus lointains, dans des réseaux en connexion. »
La structuration de ces réseaux apparus au VIe siècle-IIIe siècle av. J.-C. s'explique par deux facteurs :
- « le regroupement des populations dans des habitats sédentaires qui occupent de façon privilégiée des espaces aux potentialités variées, généralement les bordures de piémont ou de vallées, voire l’embouchure des fleuves. Ces installations sédentaires traduisent l’adoption de nouvelles pratiques agraires accompagnées d’un essor démographique sensible. »[87].
- « L’activité commerciale méditerranéenne – phénicienne, étrusque mais surtout massaliote – qui va renforcer le rôle des sites lagunaires et d’embouchures de fleuve en leur conférant un rôle économique, celui de centres d’échange et de gestion des produits (stockage, transvasement…). Ceci va entraîner les premiers mouvements de diffusion de produits, donc des flux de biens et de personnes entre le littoral et l’arrière-pays, le long des axes naturels de circulation, en particulier les vallées des principaux fleuves côtiers.»[87]

De ces facteurs, plusieurs cités vont se développer à l'image d'Arles, de l'oppidum de Saint-Blaise ou encore l'oppidum du Mont-Garou pour la partie provençale. Dominique Garcia explique que les populations seront concentrées davantage sur les « hauteurs dominant les confluences de rivières » contrairement aux « plateaux et les zones de semi-montagne » qui semblent « très faiblement occupés ».
Ce même chercheur distingue deux types d'implantations d'habitats sédentaires. En bordure de petites vallées pour la Provence orientale ou en marge des bassins et reliés au littoral par des fleuves côtiers pour le bassin d'Aix et pour la dépression permienne dans le Var allant de Hyères à Fréjus. 

Pour Garcia, l'exploitation d'un territoire autour de l'habitat central correspond à un rayon de 5 km en moyenne et n'excédant pas une heure de marche. Quant à la superficie du territoire en lui-même, elle est d'environ 15 à 20 km. Ces données proviennent de sa thèse sur le territoire d'Agde et, selon ses propos, on retrouve la même logique pour l'ouest provençale. 

Concernant les distanciations entre les agglomérations, elles sont généralement à 45 km, soit l'équivalent d'une journée de voyage (durée pouvant varier selon le moyen de transport utilisé). D'ailleurs, il précise les distances entre certaines agglomérations provençales : « À l’Est du Rhône, d’Ouest en Est, 37 km séparent Arles de l'oppidum de Saint-Blaise, 35 km de Saint-Blaise à Marseille, 40 km de Marseille au Mont-Garou, […], une vingtaine de Nice à Antibes. 

Ces agglomérations sont « les nœuds majeurs du système, ceux qui concentrent un certain pouvoir de décision, qui organisent l’activité commerciale, qui servent de relais sur des réseaux à grande échelle ou qui, par exemple, constituent des centres religieux. ». La plupart d'entre-elles, qui n'étaient que des agglomérations agro-pastorales, ont su se développer un statut de ville marché - Emporion - car elles se trouvaient à un bon emplacement, d'un point de vue de l'espace et du temps, faisant d'elles des nœuds commerciaux sur les axes principaux. Dominique Garcia détaille que « plusieurs de celles qui ont eu un rôle de ville relais sur les axes « intérieurs » ont acquis, peut-être dès l’âge du Fer, un statut et un poids politiques forts ». 

Ces structurations territoriales apparues au VIe siècle av. J.-C. « semble se renforcer au deuxième âge du Fer », soit environ 200 et 300 ans plus tard et auront pour conséquences, autant pour l'arrière-pays que le littoral :
- l'abandon ou la destruction de certaines agglomérations au bénéfice d'autres mieux situées, notamment si elles étaient trop éloignées des axes principaux ou de « l'embouchure d'une vallée » ;
- le développement de plusieurs agglomérations comme « Lattara ou Arelate et la re-dynamisation de l’axe rhodanien »[87].

De ces échanges commerciaux et mouvement d'hommes, Garcia donne quelques précisions « comme la pratique probable de la transhumance, la diffusion de certains produits vers l’arrière-pays (le sel par exemple) ou vers le littoral (les métaux) mais aussi (surtout) les liens avec le commerce méditerranéen, comme l’approvisionnement en produits manufacturés (en priorité le vin) ou la diffusion des produits locaux (céréales en particulier) ». Ce trafic est « constant et globalement régulier » durant l’âge du Fer. Certaines agglomérations deviendront des sites relais grâce à un poids économique et administratif plus important.
Dominique Garcia note toutefois, en plus de ces généralités, que « seuls deux grands sites au développement urbain remarquable font exception à la structuration de l’habitat », à savoir Glanon (Saint-Rémy-de-Provence) et Nîmes grâce à la pratique d'activités « agricoles ou commerciales ». 

Le chercheur énonce plusieurs hypothèses, en débat, en faveur du développement de Glanon comme « son positionnement sur une voie de transhumance », son rôle religieux : « sanctuaire marché où prédominerait le culte d’Hercule protecteur des troupeaux, son sanctuaire de l’eau guérisseur (de la confédération salyenne ?) paraît plus à même d’avoir stimulé son développement ». Il précise que Nîmes a pu également connaître une situation similaire, notamment religieuse.
L'auteur conclu en disant qu'il est possible que « ce flux d’hommes et de biens a permis l’établissement ou le maintien de liens ethniques, politiques et/ou religieux. Ce sont également ces axes structurants du réseau urbain, leur évolution et leur adaptation aux activités commerciales méditerranéennes, qui ont, en grande partie, accéléré la hiérarchisation urbaine en gaule méridionale. »

## Langue
La langue des Ligures antiques était réputée orale et ne faisait pas l'objet d'écriture. Les chercheurs n'ont pas relevé jusqu'à nos jours des textes ligures retranscrits dans l'écriture d'une puissance étrangère voisine comme les Romains ou les Grecs contrairement à la langue gauloise. Les Ligures des Appennins étaient qualifiés par Caton l'Ancien d'Illiterati.
D'après Dominique Garcia, Albert Grenier trouvait des similitudes entre les Gaulois et les Ligures « presque de même langue qu’eux et de même origine (…) ».
Pour Pascal Arnaud, les Celto-Ligures « étaient bien, par la langue et par la culture, des Gaulois » tout en rappelant que Strabon disait la même chose.
On connaît des éléments de cette langue seulement par quelques noms propres (ethnonymes, toponymes, anthroponymes) et quelques termes cités dans les textes antiques. Ainsi, Hérodote signale que le mot sigynna aurait signifié « marchand ». Selon Pline l'Ancien, les Ligures appelaient le Pô Bodincus, ce qui signifierait « sans fond », et le seigle était nommé asia dans la langue de Taurini.
Le ligure a des affinités phonétiques à la fois avec le groupe italique.[réf. nécessaire] Certains ethnonymes ligures n'ont cependant pas d'étymologie indo-européenne.
Pendant longtemps, les historiens ont cherché à identifier des liens entre les Ligures et les Celtes. Le ligure était généralement considéré comme une langue indo-européenne.[réf. nécessaire] Le pionnier de cette théorie est l'historien et celtologue Henri d'Arbois de Jubainville. Certains auteurs (Benvenuto Terracini, Paul Kretschmer, Hans Krahe), pour expliquer la présence d'ethnonymes non indo-européens, ont fait l'hypothèse qu'un peuple indo-européen aurait imposé sa domination à des populations pré-indo-européennes. Bernard Sergent considère quant à lui le ligure comme un membre particulier du groupe celtique.
On attribue à l'influence ligure les toponymes en -ascu, -oscu, -uscu, -incu ou -elu. Parmi les type -ascu, -oscu ou -uscu on peut citer Manosque, Tarascon, Venasque, Artignosc, Branoux, Flayosc, Gréasque, Lantosque, Gordolasque, Vilhosc, Chambost, Albiosc, Névache, Grillasca, Palasca, Popolasca, Salasca, Asco en France et Benasque, Velasco ou Huesca en Espagne. Arlanc, Nonenque et l'ancien nom de Gap (Vappincum) sont du type -incu. Le type -elu est représenté par Cemenelum (aujourd'hui Cimiez).
L'étude de la toponymie a révélé la présence d'éléments ligures dans le sud des Alpes et le nord-ouest des Apennins, à savoir en Vallée d'Aoste (Barmasc et Périasc dans le haut val d'Ayas), dans le Piémont (Noasca, Oulx), la Toscane (Fornovolasco), l'Ombrie, le Latium, ainsi qu'en Languedoc et en Roussillon, et certaines parties de la péninsule Ibérique. C'est également le cas de la Sicile, en pays élyme, dans la vallée du Rhône et en Corse (Grillasca, Palasca, Popolasca, Salasca, Asco).
Pour Pascal Arnaud, les recherches sur les linguistiques ne permettent pas d'identifier des caractéristiques proprement ligures : « Aucune approche linguistique n'a permis de mettre en évidence une aire linguistique compatible avec une partie cohérente des espaces désignés dans l'antiquité comme ligures. Les suffixes modernes en -asc ou -osc, réputés caractéristiques de cet ensemble, sont depuis longtemps reconnus indépendants des Ligures. Plus sérieuse, l'étude de la diffusion des toponymes en -incum a montré, quoiqu'on en ait dit, qu’elle est très étroitement limitée à l’Arc alpin, et ne coïncide donc avec aucun des espaces dans lesquels on tend normalement à inscrire les Ligures. Quant aux hydronymes du type Gard/Var/Doria qui sont généralement considérés comme pré-indo-européens, on les retrouve jusque dans la région de Saint-Lô... ».

## Religion
Deux religions sont identifiés pour les populations ligures. L'une plus ancienne qui est l'animisme et une autre plus récente qui est la religion gauloise. Cette religion gauloise pourrait-être une évolution de l'animisme local. La religion gauloise sera ensuite remplacée par le christianisme. En Provence, des éléments de cultes différents venant d'autres régions du pourtour méditerranéen ont été trouvés par les archéologues ce qui démontre, peut-être, des pratiques cultuelles restreintes de la part de voyageur ou simplement d'éléments issus de marchandage.

### L'animisme
D'après Camille Jullian, il n'existe pas de certitude quant à la religion des Ligures et les propositions sont toutes hypothétiques.
Au même titre que les religions des primitifs de l'antiquité, celle des Ligures relevait de l'animisme, « sur les sources, sur les arbres, sur les collines et les cimes des monts, sur le Soleil adoré dans diverses positions journalières, sur la Lune, sur l’Étoile du Soir et l’Étoile du Matin, et aussi sur la Terre la divinité majeure et la plus vénérée. », comme le précise Raoul Busquet. 

Ce dernier ajoute que cette religion « comportait des rites de conjuration et des immolations de victimes humaines. Elle comprenait le culte des morts - avec la croyance en la survie des âmes, au moins de celles des chefs et des riches qui jamais et nulle part ne se sont lassés des agréments de leur séjour terrestre - avec la pratique simultanée de l'incinération et de l'inhumation, sans qu'il soit possible de distinguer clairement la raison de l'emploi de l'un ou l'autre procédé ». Raoul Busquet précise que l'incinération ordinaire chez les autochtones est incomplète par l'exclusion des membres du corps.
Busquet leur attribue la réalisation des dessins gravés dans la Vallée des Merveilles.

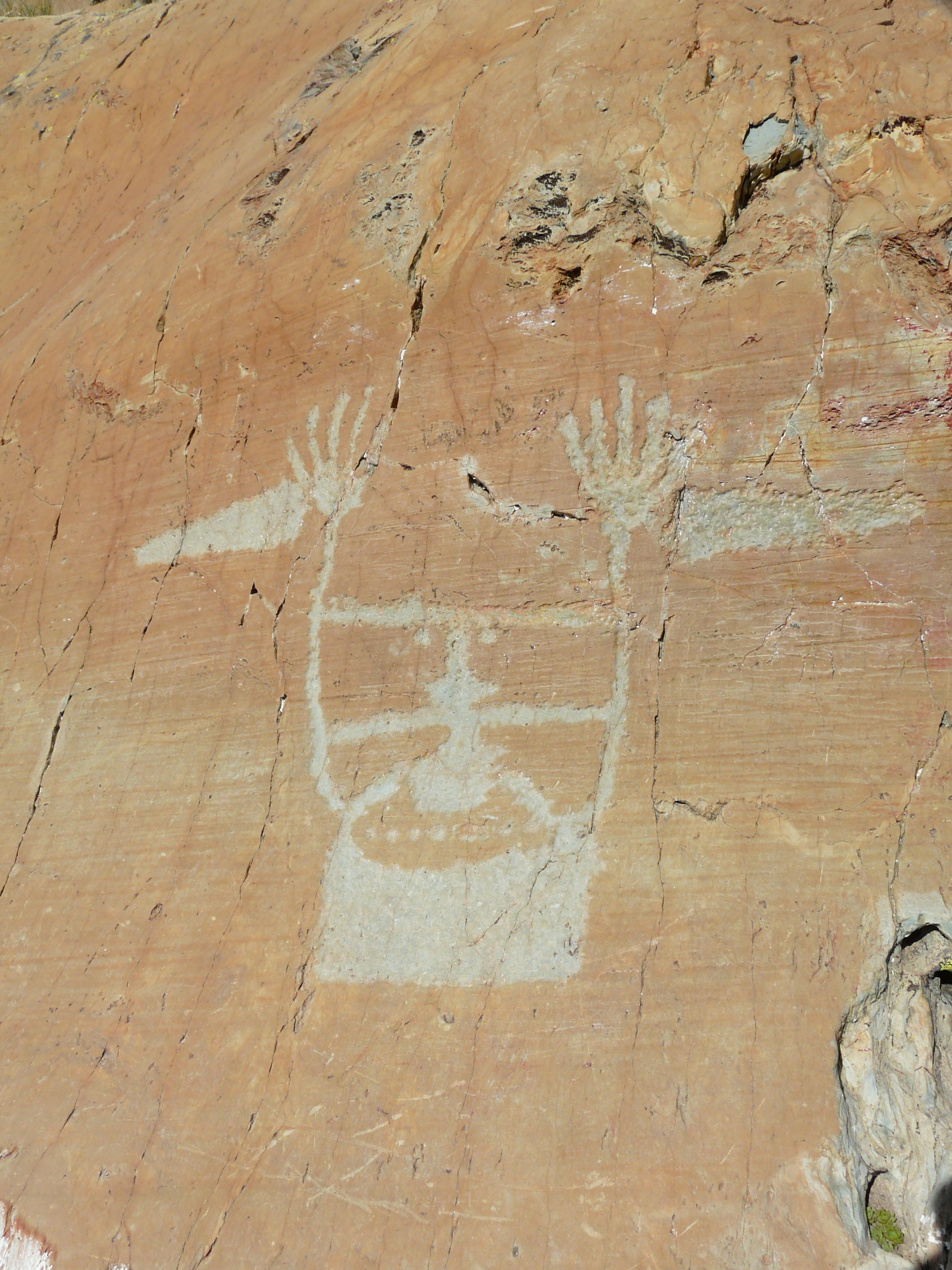
« Le sorcier », gravure de la Vallée des Merveilles.
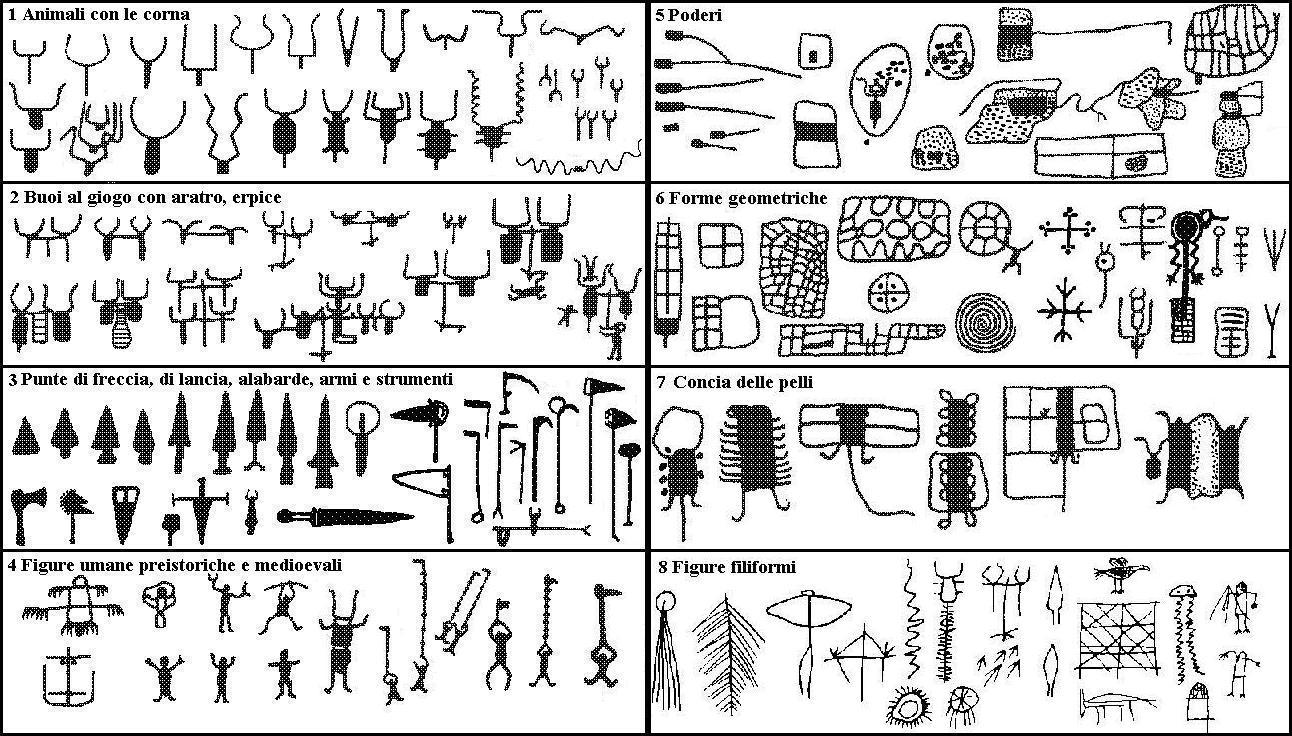
Les pétroglyphes identifiés dans la Vallée des Merveilles.

### La religion gauloise
Extrait de Lucain, sur la religion gauloise :

Et nunc tonse Liger, quondam per colla decora

Crinibus effusis toti praelate Comatae :

Et quibus immitis placatur sanguine diro

Teutates, horrensque feris altaribus Hesus ;

Et Taranis scythicae non mitior ara Dianae.

Vos quoque, qui fortes animas, belloque peremtas,

Laudibus in longum vates demittitis aevum,

Plurima securi fudistis carmina, bardi.

Et vos barbaricos ritus, moremque sinistrum

Sacrorum, druidae, positis repetistis ab armis.
Traduction :

Vous voilà libres, Comates aux longs cheveux errants sur des épaules blanches ; et toi, Ligurien, dont le front est sans chevelure, mais dont la valeur est plus célèbre. Vous qui apaisez par des flots de sang humain Teutatès l’impitoyable, l’autel horrible d’Hésus, et Taranis plus cruelle que Diane taurique ; vous par qui revivent les fortes âmes disparues dans les combats, chantres dont la louange donne l’éternité, bardes ! vous ne craignez plus de répéter vos hymnes ; druides ! vous reprenez vos rites barbares, vos sanglants sacrifices que la guerre avait abolis.